# برياني
البرياني (بالإنجليزية: Biryani) هو طبق من الأرز والخضروات وعادةً ما يحتوي على أحد أنوع اللحوم مثل (الدجاج، اللحم البقري، الماعز، الضأن، الجمبري، وحتى الأسماك) أو في بعض الحالات بدون لحم بالإضافة إلى البيض والبطاطا، وتُستخدم في طهيه خلطة بهـارات خاصة والتي غالبًا يكون مصدرها من الهند.
نشأ الطبق بين المسلمين جنوب آسيا، كما أن أكلة البرياني أشهر الأطباق في تلك المنطقة ومناطق المحاذية لها، توجد أطباق مماثلة للبرياني في أجزاء أخرى حول العالم مثل العراق وميانمار وتايلاند وماليزيا. البرياني هي الأكلة الأكثر طلبًا عبر الإنترنت في الهند، وصُنف على أنه الطبق الأكثر شعبية بشكل عام في الهند.

## علم أصول الكلمات
البرياني هي كلمة هندو آرية مشتقة من اللغة الفارسية، والتي كانت تستخدم كلغة رسمية في أجزاء مختلفة من الهند في العصور الوسطى من قبل مختلف السلالات الإسلامية. تقول إحدى النظريات أنها نشأت من birinj (الفارسية: برنج)، الكلمة الفارسية للأرز. كلمة بيرينج، الكلمة الفارسية الوسطى مشتقة في النهاية من بري (السنسكريتية: व्रीहि) إحدى الكلمات السنسكريتية للأرز. تنص نظرية أخرى على أنها مشتقة من البريان أو البريان (بالفارسية: بریان)، والتي تعني «قلي» أو «تحميص».

## الأصل
الأصل الدقيق للطبق غير مؤكد. في شمال الهند، تم تطوير أنواع مختلفة من البرياني في المراكز الإسلامية في دلهي (مطبخ موغلاي)، لكناو (مطبخ العوضي) وإمارات صغيرة أخرى. في جنوب الهند، حيث يُستخدم الأرز على نطاق واسع كغذاء أساسي، ظهرت عدة أنواع مختلفة من البرياني من حيدر أباد ديكان (حيث يعتقد البعض أن الطبق نشأ) وكذلك تملنادة (أمبور، وثانجافور، وتشيتيناد، وسالم، ودينديغال) وكيرالا (مليبار) وأندرا براديش وكارناتاكا حيث كانت الجاليات المسلمة موجودة.
وفقًا للمؤرخ ليزي كولينغهام، نشأ البرياني الحديث في المطابخ الملكية للإمبراطورية المغولية (1526-1857) وهو مزيج من أطباق الأرز الحارة المحلية في الهند والبيلاف الفارسي. يعتقد صاحب المطعم الهندي كريس ديلون أن الطبق نشأ في بلاد فارس، وقد تم إحضاره إلى الهند من قبل المغول. تزعم نظرية أخرى أن الطبق تم تحضيره في الهند قبل أن يغزو الإمبراطور المغولي الأول بابور الهند. لا يميز النص المغولي في القرن السادس عشر «عين أكبري» بين البرياني والبيلاف (أو بولاو): فهو ينص على أن كلمة «برياني» ذات استخدام أقدم في الهند. نظرية مماثلة، أن البرياني جاء إلى الهند مع غزو تيمور، يبدو أنها غير صحيحة، لأنه لا يوجد سجل لوجود البرياني في موطنه الأصلي خلال تلك الفترة.
وبحسب براتيبها كاران، التي كتبت كتاب برياني، فإن البرياني من أصل جنوب هندي، مشتق من أصناف بيلاف التي جلبها التجار العرب إلى شبه القارة الهندية. تتكهن أن بولاو كان طبقًا للجيش في الهند في العصور الوسطى. كانت الجيوش، غير قادرة على طهي وجبات متقنة، تعد طبقًا من وعاء واحد حيث يطبخون الأرز مع أي نوع من اللحوم متاح. بمرور الوقت، أصبح الطبق برياني بسبب اختلاف طرق الطهي، مع التمييز بين «بولاو» و«برياني» بشكل عشوائي. وفقًا لفيشواناث شينوي، صاحب سلسلة مطاعم برياني في الهند، فإن فرعًا من البرياني يأتي من المغول، بينما تم جلب فرع آخر من قبل التجار العرب إلى مليبار في جنوب الهند.

### جنوب الهند

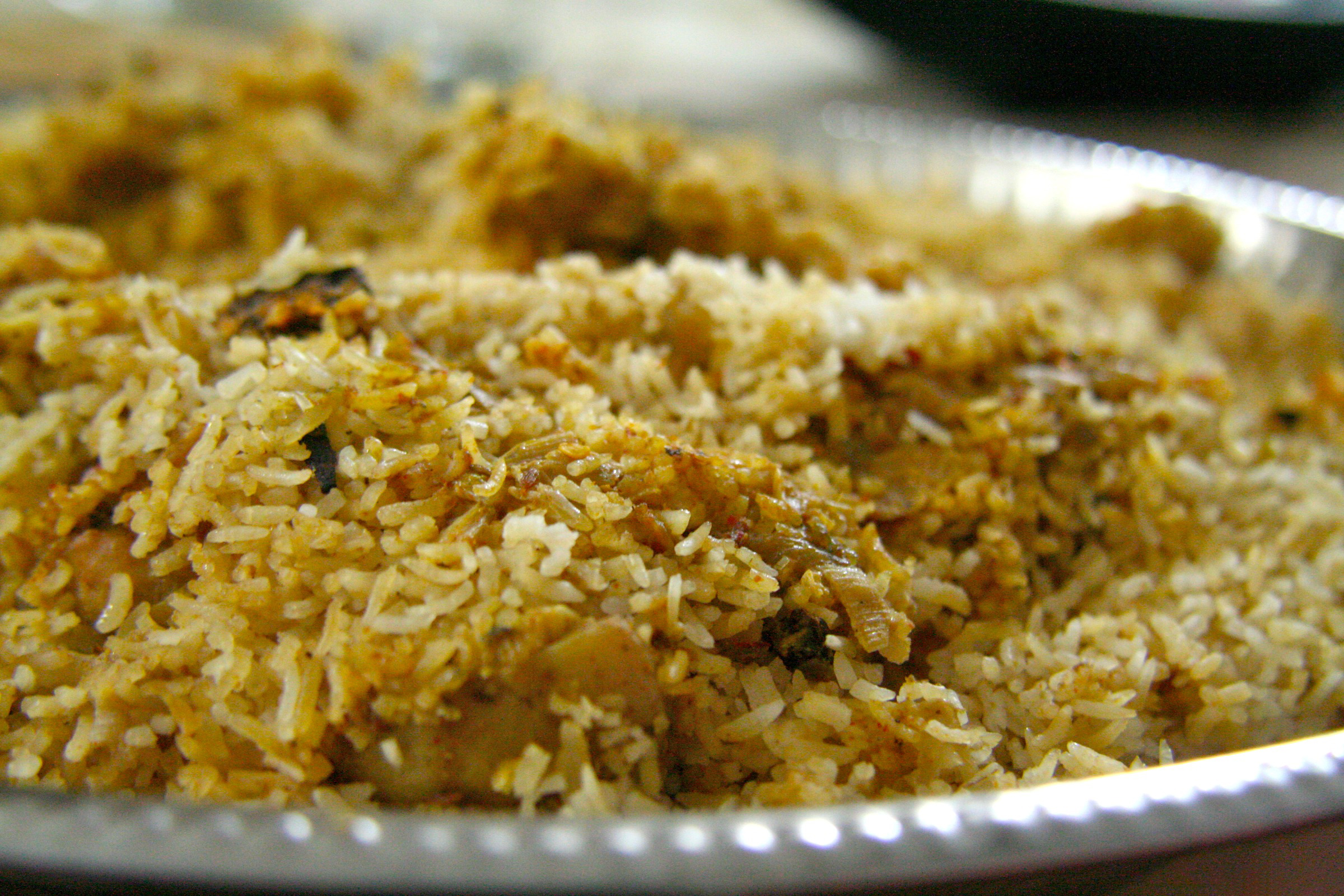
ثالاسيري برياني هو برياني جنوب الهند

يزعم البعض أن طبق "أونتشورو" المذكور في أدب سانجام، والذي يعود تاريخه إلى ما بين 200 قبل الميلاد و200 ميلادي هو سلف البرياني الحديث. يُقال إن هذا الطبق الذي كان يُقدم لجنود ملوك تشيرا في كيرالا كان يُصنع من الأرز والسمن واللحم والكركم والكزبرة والفلفل وورق الغار.
التوابل المستخدمة في تحضير برياني جنوب الهند مثل تلك المستخدمة في برياني مالابار مميزة للمنطقة وسلسلة جبال غاتس الغربية. لا توجد هذه التوابل في الشرق الأوسط أو بلاد فارس أو شمال الهند، مما يُبرز التراث الطهوي الفريد والمكونات المحلية لبرياني جنوب الهند.
في جنوب الهند حيث يُستخدم الأرز على نطاق واسع كغذاء أساسي ظهرت عدة أنواع مميزة من البرياني من حيدر أباد في تيلانجانا وفيجاياوادا في أندرا براديش ومانغالور وبهاتكال في كارناتاكا الساحلية وتالاسيري في كيرالا بالإضافة إلى أمبور وتشيتيناد في تملنادة.

### الأصناف المحلية
- برياني حيدر آباد
- برياني كيرالا
- برياني كولكاتا
- برياني سندي
- برياني ثالاسيري
- برياني ترافنكور

### الفرق بين البرياني والبولاو

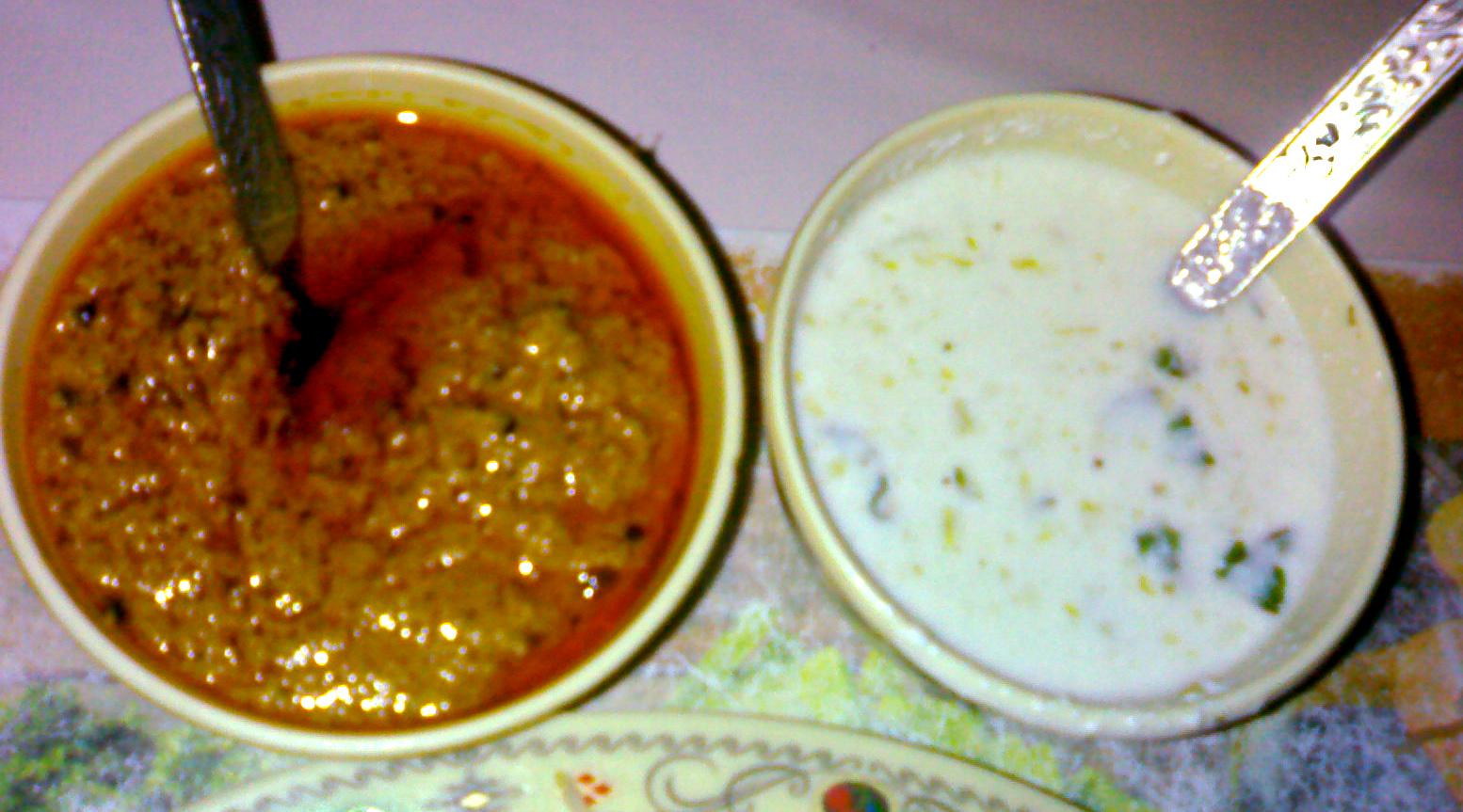
اثنان من مرافقات البرياني ميرتشي كا سالان رائتة.

البيلاف أو البولاو كما يُعرف في شبه القارة الهندية هو طبق أرز مخلوط شائع في مطابخ شبه القارة الهندية وآسيا الوسطى والشرق الأوسط. تختلف الآراء حول الفرق بين البولاو والبرياني وما إذا كان هناك فرق حقيقي بينهما.

## مكونات البرياني

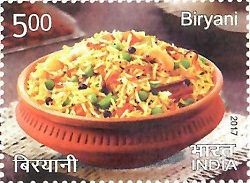
برياني مصور على طابع عام 2017 للهند

تتنوع مكونات طبق البرياني بشكل كبير حسب المنطقة ونوع اللحوم والخضروات المستخدمة، حيث تعتبر اللحوم (دجاج، ماعز، لحم بقري، ضأن، جمبري أو أسماك) المكون الأساسي إلى جانب الأرز. وكما هو شائع في أطباق جنوب آسيا، قد تُستخدم الخضروات أحياناً في تحضير البرياني، بما في ذلك الذرة حسب الموسم والتوفر. بينما تميل وصفة "نافراتان برياني" إلى استخدام مكونات أكثر حلاوة وثراءً مثل الكاجو والزبيب (كشمش) والفواكه مثل التفاح والأناناس. أما في دول جنوب شرق آسيا مثل ماليزيا وسنغافورة وإندونيسيا، فتستخدم وصفات "ناسي برياني" ومشتقاته توابل جنوب شرق آسيا المميزة مثل أوراق الباندان إلى جانب بهارات جنوب آسيا التقليدية. 
والبهارات والتوابل المستخدمة في البرياني تشمل ولكنها لا تقتصر على: السمن والبازلاء والفول والكمون والقرنفل والهيل والقرفة وأوراق الغار والكزبرة وأوراق النعناع والزنجبيل والبصل والثوم. وتشمل أصناف قسط الزعفران. لغير برياني نباتي، وهو العنصر الرئيسي الذي يصاحب التوابل هو اللحم البقري والدجاج والماعز والضأن، أو الروبيان. قد يكون الطبق خدم مع تشاتني الـ (ضاحي) أو الرايته، كورما، الكاري، طبق من الباذنجان تعكر (نوع من الباذنجان) أو بيضة مسلوقة.
الفرق بين البرياني والبلاو هو أنه في حين بلاو قد يكون أدلى به الطبخ العناصر معا، برياني يستخدم للدلالة على طبق فيها الأرز مطهوا جيدا بمعزل عن غيرها من المكونات.

## أساليب تحضير البرياني
يُحضّر البرياني بطريقتين رئيسيتين: "باكي" (المطبوخ) و"كاشي" (النئ). في طريقة الباكي، يتم طهي الأرز واللحم المتبل والخضروات بشكل منفصل حتى تكون مطهوة بنسبة ثلاثة أرباع، ثم تُرتب في طبقات داخل وعاء الطهي حيث قد تُنكه كل طبقة أرز ببهارات مختلفة (مثل الزعفران أو الكركم لإضفاء ألوان ونكهات متنوعة)، قبل خبزها لإتمام النضج وتمازج النكهات. بدلاً من ذلك، يمكن طهي جميع المكونات بالكامل ثم تجميعها في طبقات قبل التقديم مباشرة. أما في طريقة الكاشي، فتُرتّب طبقات اللحم النيء المتبل بالتناوب مع طبقات الأرز النيء المنقوع مسبقاً (والذي قد يُنكه ببهارات مختلفة أيضاً)، ثم يُطهى الجميع معاً إما بالخبز أو على نار متوسطة إلى هادئة لمدة ساعة على الأقل، حيث يتم الطهي بالبخار الناتج عن رطوبة المكونات نفسها في إناء مغلق بإحكام (عادةً بعجينة من دقيق القمح) لضمان عدم تسرب البخار فيما يُعرف بتقنية "دم بخت" التقليدية.
تُضاف تتبيلة أساسها الزبادي في قاع الإناء لإضفاء نكهة إضافية ورطوبة، بينما غالباً ما تشكل البطاطس الطبقة السفلية (تقنية مستخدمة أيضاً في المطبخ الإيراني) بفضل محتواها الطبيعي من الرطوبة الذي يساعدها على التحمير جيداً دون احتراق. لا يُفتح غطاء الإناء حتى يصبح الطبق جاهزاً للتقديم. تعتبر طريقة الكاشي أكثر تعقيداً وتستغرق وقتاً أطول من طريقة الباكي نظراً للحاجة إلى التحكم الدقيق في درجة الحرارة وضمان طهي المكونات النيئة بشكل متساوٍ دون فقدان الرطوبة أو النكهات، مما يتطلب مهارة عالية في إتقان تقنيات الطهي بالبخار والتحكم في الطبقات.
تواجه طريقة الكاشي تحديات فريدة بسبب اختلاف أوقات نضج المكونات، فاللحوم الطرية والدجاج تنضج بشكل كامل قبل اكتمال نضج الأرز. لمواجهة هذه المشكلة، تستخدم العديد من وصفات الكاشي الأرز شبه المطبوخ (المسلوق جزئياً) بدلاً من الأرز الني.   عند استخدام النار المباشرة، يوجد خطر احتراق الطبقة السفلية من الطعام بينما تبقى المكونات الداخلية نيئة. يتم تقليل هذا الخطر من خلال الخبز المتواصل على نار متوسطة أو الطهي البطيء جداً على نار هادئة مباشرة، مما يزيد بشكل كبير من وقت الطهي الإجمالي.  
تتميز طريقة الطهي "المغلقة" (بدون مراقبة)، حيث يتم ختم إناء الطهي بإحكام، هذه التعقيدات تجعل من إعداد البرياني بطريقة الكاشي فناً طباخياً لا يُتقنه إلا ذوو الخبرة الطويلة، حيث يتطلب حسابات دقيقة وضبطاً مثالياً لدرجات الحرارة لضمان اكتمال نضج جميع المكونات في نفس الوقت دون فقدان النكهات أو احتراق أي طبقة.

## أنواع البرياني

### شبه القارة الهندية

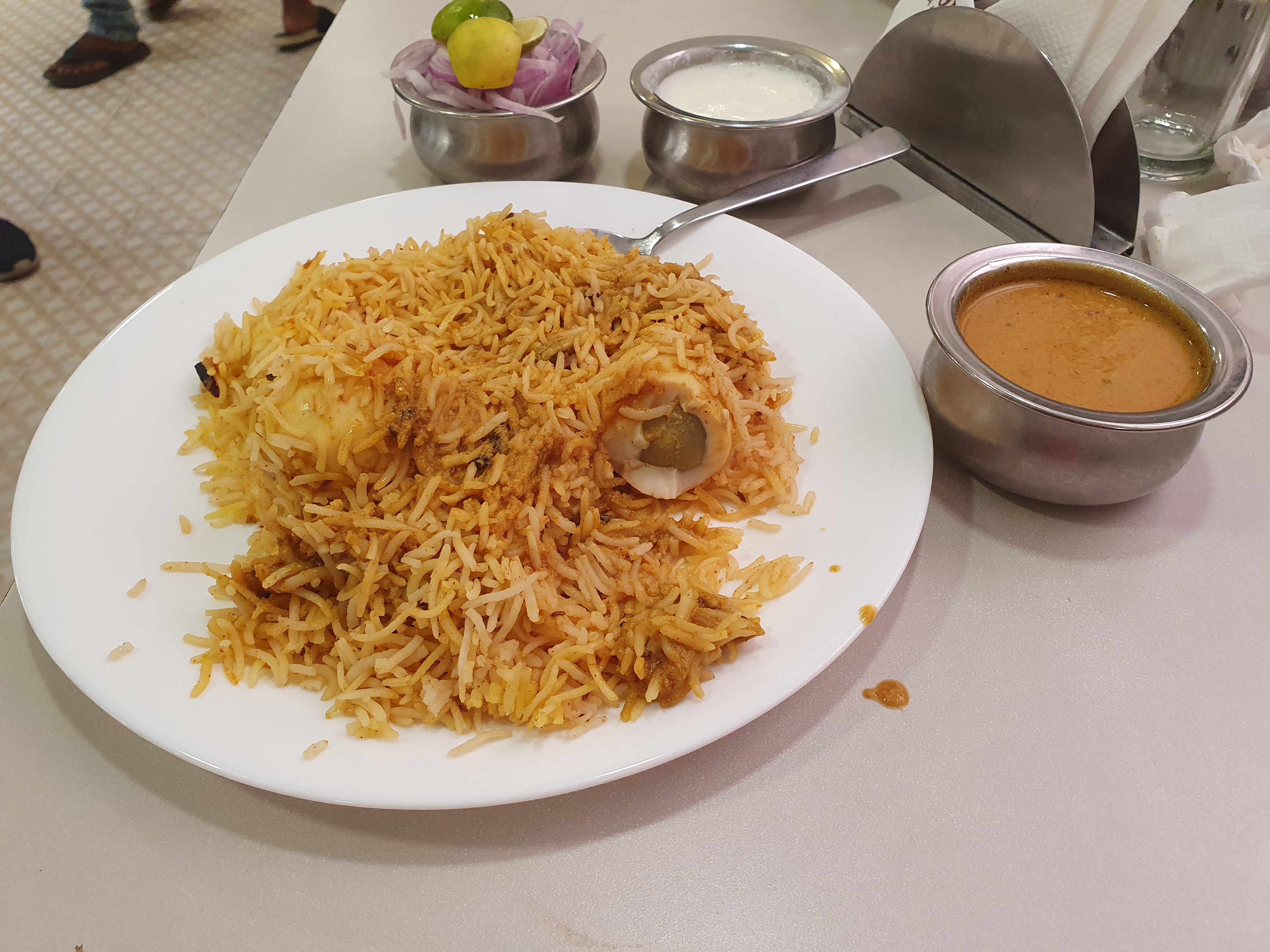
برياني البيض على طريقة حيدر آباد، يُقدم مع ميرشي كا سالان ورايتا وسلطة.

تتنوع أنواع البرياني بشكل كبير حيث تُسمى عادةً حسب مناطق نشأتها، مثل البرياني السندي الذي تطوّر في إقليم السند (باكستان حالياً)، والبرياني الحيدرابادي الذي نشأ في مدينة حيدر آباد جنوب الهند. كما تحمل بعض الأنواع أسماء المحلات التجارية الشهيرة التي تبيعها، مثل برياني الحاج وبرياني الحاج نانا في دكا القديمة، وبرياني فخر الدين في دكا، وبرياني الطلاب في كراتشي، وبرياني لاكي في بندرا بمومباي، وبرياني بغدادي في كولابا بمومباي. يُعتبر البرياني عادةً طبقاً مميزاً للمجتمعات المسلمة في مناطق نشأته، وغالباً ما يكون من الأطباق الأساسية التي تعرّف هوية هذه المجتمعات الثقافية والغذائية.

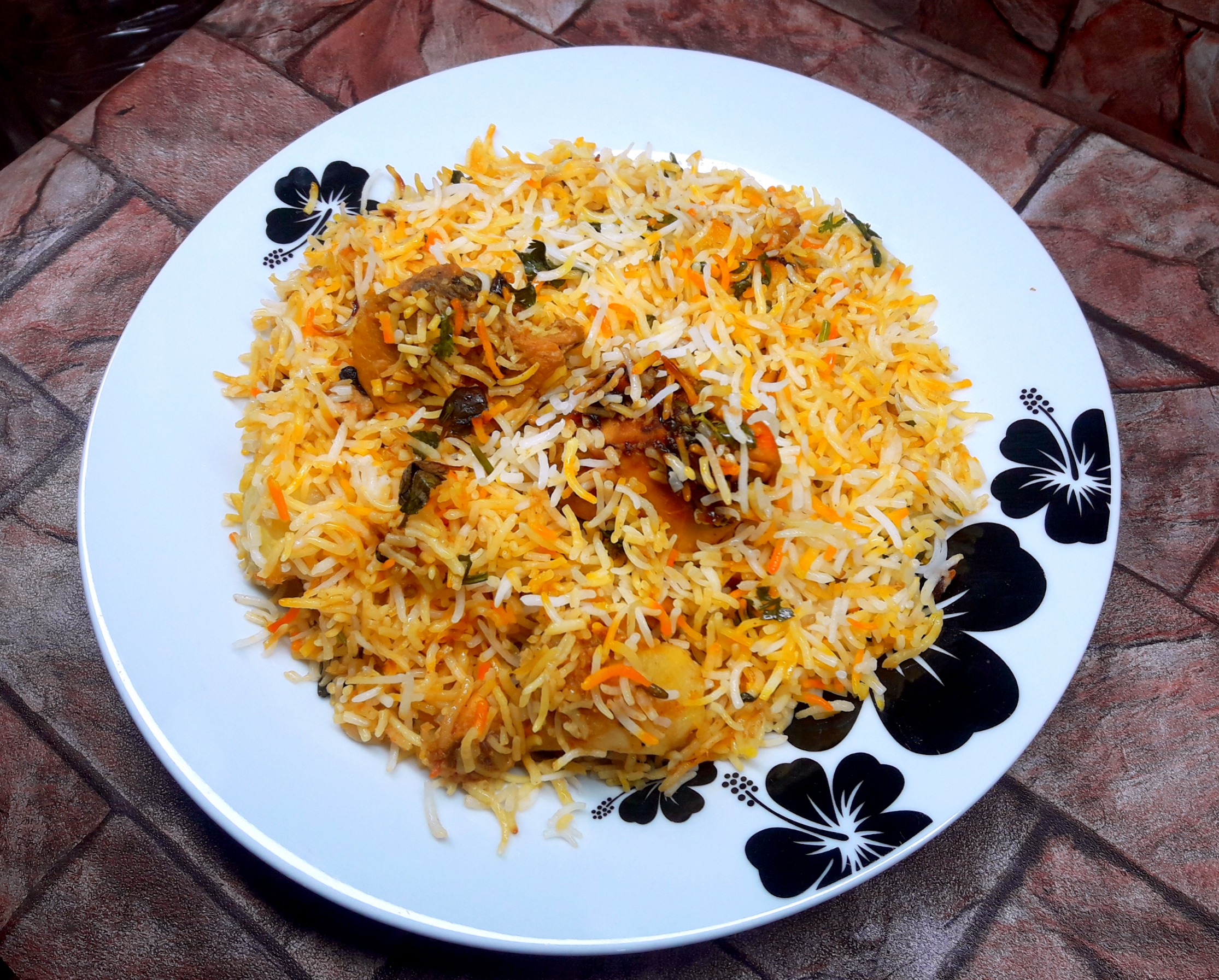
برياني لاهور.

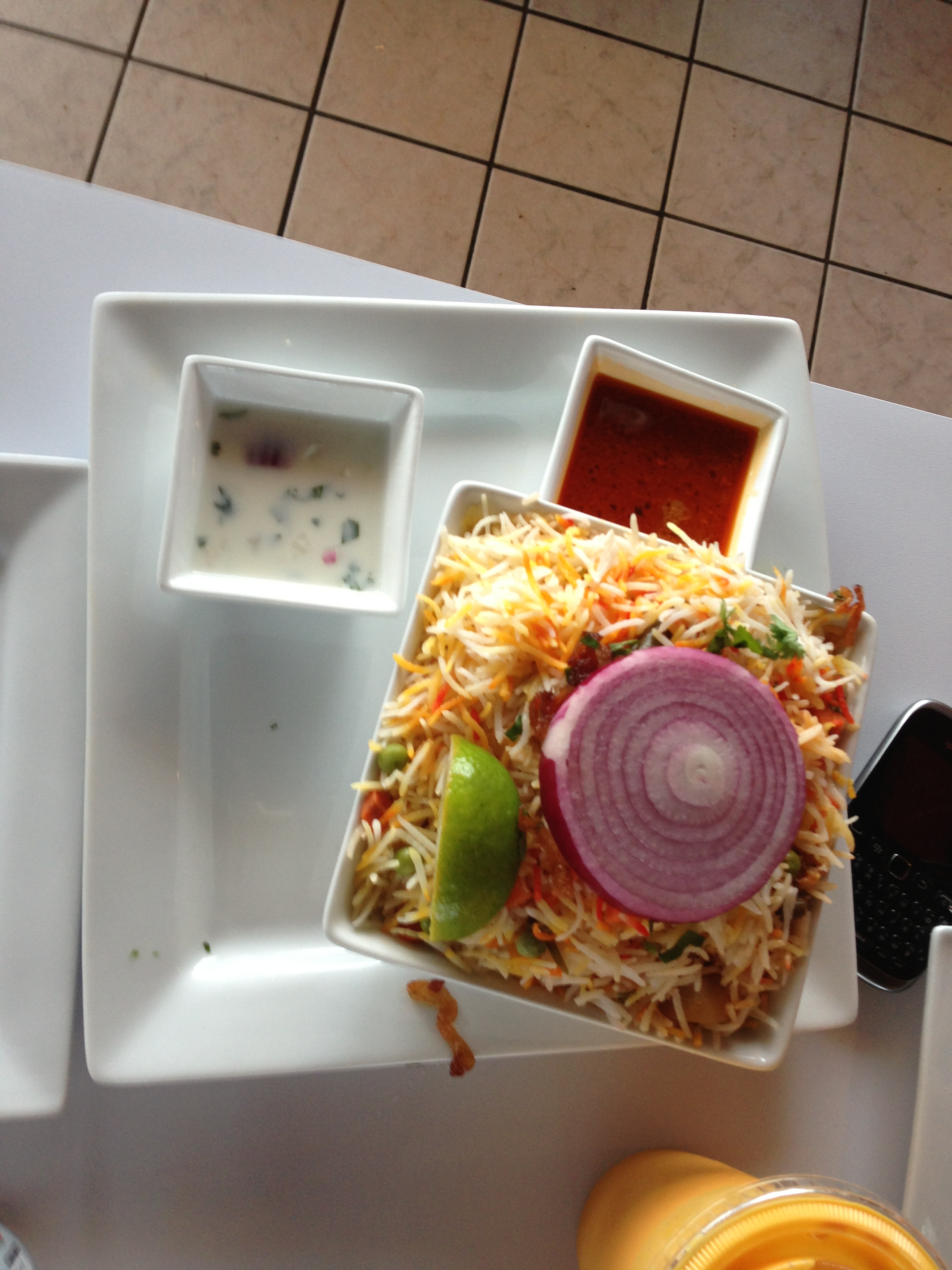
برياني خضار حيدر آباد يُقدم في تامبا، الولايات المتحدة الأمريكية.

### برياني أمبور/فانيامبادي
ينفرد برياني أمبور وفانيامبادي بخصائص مميزة في بلدتي أمبور وفانيمبدي التابعتين لمقاطعة تيروباتور في شمال شرق تملنادة، وهي منطقة تضم تجمعاً مسلماً كبيراً. يعود تاريخ هذا الطبق إلى عهد نواب أركوت الذين حكموا المنطقة سابقاً، ويُحضّر تقليدياً باستخدام أرز جيرا سامبا. اكتسب الطبق شهرة واسعة على امتداد الطريق السريع بين بنغالورو وتشيناي، حيث يتوقف المسافرون خصيصاً لتذوقه.
يُقدّم هذا النوع من البرياني عادةً مع طبق الدالتشا (حساء الباذنجان الحامض) والرايتا (خليط من الزبادي مع شرائح البصل والطماطم والفلفل الحار). يتميز بنكهة عطرية فريدة وسهولة الهضم، مع استخدام معتدل للبهارات واعتماد اللبن كقاعدة للصلصة. تبرز هذه الوصفة بنسبة لحوم عالية مقارنة بالأرز، مما يجعلها خياراً مفضلاً كوجبة شوارع في عموم جنوب الهند، حيث تحافظ على تراثها الممتد منذ العصر النوابي مع تكييفها لذوق العصر الحديث.

### برياني بهاتكالي/نافاياتي
يُعتبر البرياني البهتكالي جزءاً أصيلاً من تراث مطبخ النفات (مجتمع مسلم في كارناتاكا) واختصاصاً مميزاً لمدينة بهتكال الساحلية. تعود جذوره إلى التجار الفرس الذين أدخلوا هذا الطبق مع الكباب والخبز الهندي إلى المنطقة. يتميز البرياني البهتكالي بطهي اللحم في صلصة ماسالا تعتمد على البصل والفلفل الأخضر الحار، ثم يُرصّ مع أرز عطري. يتميز بنكهة حارة فريدة وأرز أبيض غالباً مع خطوط برتقالية خفيفة. تشمل تنويعاته لحوماً متعددة: لحم بقري، ماعز، دجاج، حجل، بيض، أسماك، كابوريا، جمبري، بالإضافة إلى النسخة النباتية.
رغم تشابهه مع البرياني الثلاسيري، إلا أن البرياني البهتكالي يتميز بنكهة البصل المهروس الممزوج بالثوم التي تبقى في الفم بعد الأكل، مع لمسة فريدة من الفلفل الحار وأوراق الكاري. يُحضّر بدون استخدام أي زيت، مما يجعله خفيفاً ومميزاً.
طور النفات أيضاً نسخة فريدة باستخدام شعيرية الأرز بدلاً من الأرز التقليدي، مما أكسبها اسم "شايو" أو "شايا". كما في الوصفات الأخرى، يُطهى اللحم (عادةً الدجاج) أولاً مع البهارات والزبادي، ثم تُضاف الشعيرية والبصل المقلي لاحقاً، لتعطي قواماً ونكهة مختلفة تجمع بين أصالة البرياني وابتكارات المطبخ المحلي.

### برياني بوهري
يُعد البرياني البوهري طبقاً تقليدياً تحضره طائفة البهرة ذات التاريخ العريق، حيث تعود أصول هذه الطائفة إلى اليمن قبل أن تهاجر بشكل رئيسي إلى ولاية غوجارات ومناطق أخرى في الهند بين القرنين الحادي عشر والثالث عشر، مما أدى إلى مزج التأثيرات اليمنية والغوجاراتية في هذا الطبق المميز. ورغم وجود وصفة أساسية معيارية للبرياني البوهري، إلا أن هناك بعض الاختلافات في طريقة التحضير، حيث تشمل المكونات الأساسية المميزة لهذا الطبق البطاطس المقرمشة بجانب كميات كبيرة من الطماطم والبصل، كما يُعتبر هذا الطبق متداولاً أيضاً في باكستان حيث توجد تجمعات للطائفة البهرية هناك.

### برياني تشيتيناد
يُشتهر البرياني التشيتيناد في ولاية تملنادة الهندية، حيث يُحضّر عادةً باستخدام أرز جيرا سامبا المميز، ويتمتع برائحة بهاراتية نفاذة ونكهة سمن غنية. يُقدّم هذا النوع من البرياني تقليدياً مع صلصة "نينجو إلومبو كوزامبو" الحارة والحامضة المصنوعة من لحم الماعز، بينما تُزيّن قطع الدجاج (بودي كوزي) بالبصل المقلي وأوراق الكاري، مما يضفي طبقات إضافية من النكهة والمقرمشية على الطبق. يتميز البرياني التشيتيناد بتوازنه الفريد بين الحرارة والتوابل العميقة مع حموضة خفيفة، مما يجعله من الأطباق المميزة في المطبخ التاميلي.

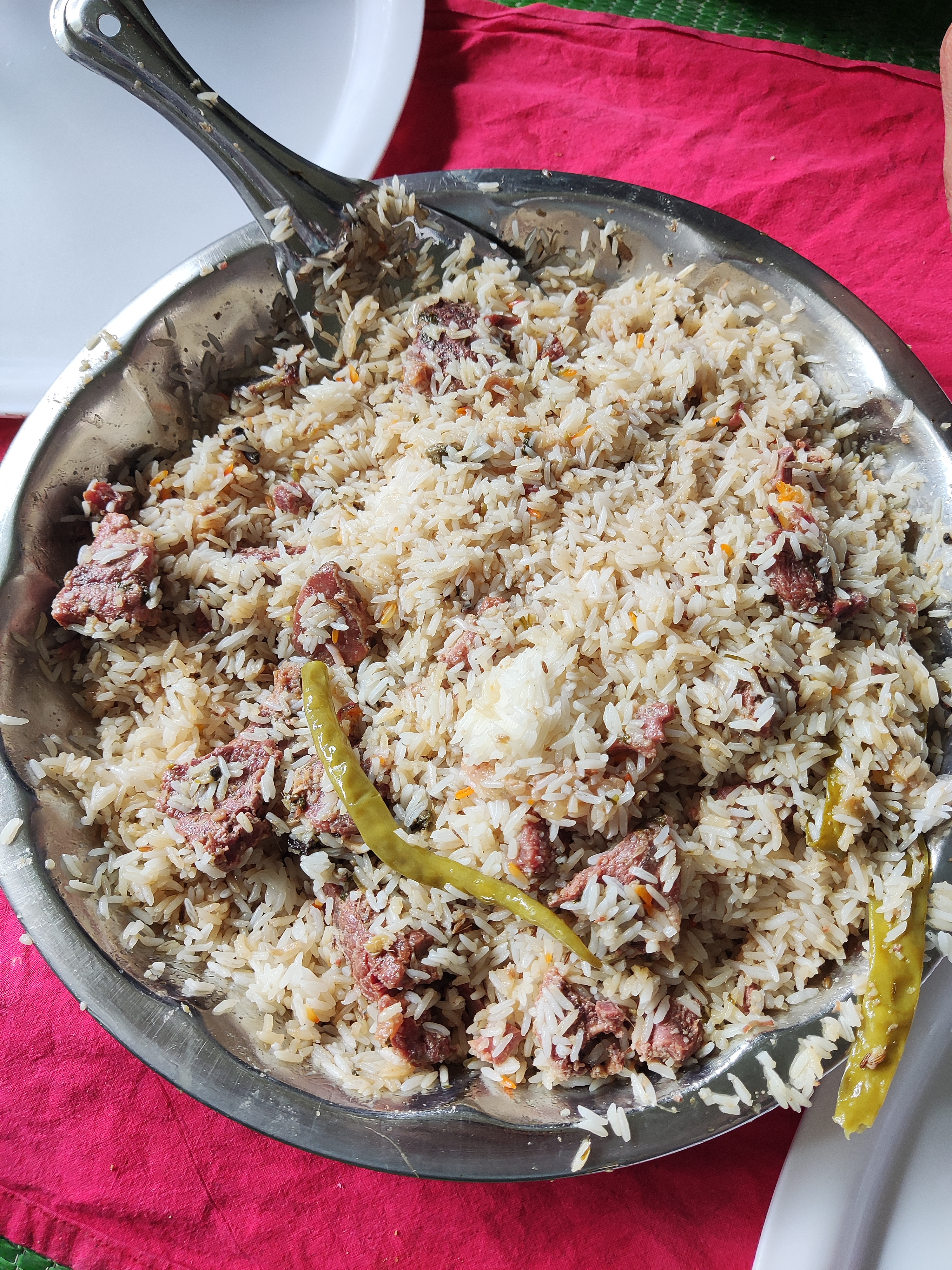
برياني ديغ، كما يُقدم في منطقة بارباني والمناطق المحيطة بها.

### ديغ كي برياني / أخني برياني باربهاني
ينفرد برياني دغ بطهي مكعبات صغيرة من لحم البقر أو الضأن، متجذراً في تراث سلطنة أحمد نجار التاريخية، ومتألقاً بشكل خاص في مدينة باربهاني بمنطقة ماراثوادا في ماهاراشترا حيث يُعتبر طبقاً أساسياً في الولائم والزواجات.  
يتميز بماريناد اللحم الغني الذي يخلط بين الزنجبيل الطازج والثوم ومسحوق الفلفل الأحمر والكمون وغرام ماسالا والبصل المقلي مع اللبن الرائب، قبل طهيه بطريقة "دم" التقليدية حيث يُحكم إغلاق الإناء ويُطهى على نار هادئة مع أرز حبوبه قصيرة عطرية، مما يمكن النكهات من التزاوج العميق فيما يعرف محلياً أيضاً باسم "كاشاي غوشت كي برياني". تمنحه طريقة الطهي البطيئة هذه عبقاً لا يُقاوم وقواماً شهياً، حيث تذوب دهون اللحم تدريجياً بين طبقات الأرز المعتق بالبهارات، بينما يحتفظ كل حبة أرز بعصارة الماريناد الغنية، مقدماً تجربة تذوقية تجمع بين أصالة التاريخ وثراء النكهات المهاراشترية.

### برياني دلهي
تطور البرياني الدلهوي بنكهة محلية فريدة مع انتقال العاصمة السياسية للملوك المغول إلى مدينة دلهي شمال الهند، حيث ظل الطبق يُحضر منزلياً حتى خمسينيات القرن العشرين مع ندرة تناوله في المطاعم التي كانت تخدم أساساً المسافرين والتجار، مما جعل المناطق التي استقطبت هاتين الفئتين تحتضن مطاعم أكثر وتطور نسخها المميزة من البرياني، وهذا ما يفسر تركّز محلات بيع البرياني في دلهي بالقرب من المساجد كالجامع المسجد (لخدمة المسافرين) أو المناطق التجارية التقليدية مثل تشاندني تشوك.
تمتلك كل منطقة في دلهي أسلوبها الخاص في تحضير البرياني وفق الغرض الأصلي منه، مما أنتج أنواعاً مثل برياني نظام الدين الذي يتميز بكميات محدودة من اللحوم الغالية والبهارات كونه يُحضر بكميات كبيرة لتقديمه في ضريح نظام الدين أولايا ثم توزيعه على المريدين، وبرياني بابو شاهي البوارشي (غير المطهو بطريقة الدم) الذي اشتهرت به محلات بابو شاهي خارج النادي الرياضي الوطني في دلهي ويتميز باستخدام كميات كبيرة من الفلفل الأخضر الحار، بالإضافة إلى برياني الآتشاري الذي يُضيف مخللات خاصة ليعطي نكهة لاذعة مميزة، مما يعكس تنوع التراث الطهوي الدلهوي الذي يمزج بين التقاليد المغولية والاحتياجات المحلية.

### برياني دكايا
تشتهر دكا عاصمة بنغلاديش التي كانت يوماً مركزاً لولاية البنغال المغولية ببرياني دكاي كاشي الفاخر المحضّر بلحم الماعز والأرز الغني بالبهارات، حيث تجتمع مكونات مميزة مثل زيت الخردل والثوم والبصل والفلفل الأسود والزعفران والقرنفل والهيل والقرفة والملح والليمون واللبن الرائب والفول السوداني والقشطة والزبيب مع كمية صغيرة من جبن البقر أو الجاموس، ليُقدّم هذا الطبق الملكي مع مشروب البورهاني المنعش المصنوع من اللبن والكزبرة والنعناع والملح.
أما برياني الحاج فيحظى بشعبية كبيرة بين البنغاليين المغتربين، حيث حافظت وصفته الأصلية التي ورثها مؤسس أحد مطاعم دكا العريقة عبر الأجيال على أصالتها دون أي تغيير حتى في كمية الملح حسب تأكيد الحاج محمد شاهد. يتميز البرياني البنغالي عموماً بإضافة البطاطس التي تشكل عنصراً أساسياً في هذه النسخة المحلية، مما يعكس تمازج التأثيرات المغولية والبنغالية في طبق واحد يجمع بين الفخامة والبساطة.

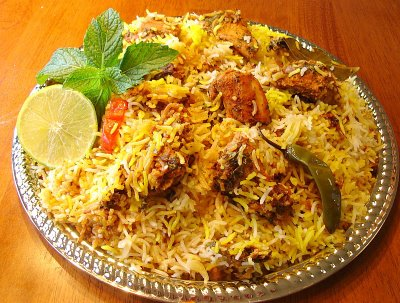
يُعرف برياني لحم الضأن البنغالي باسم دكا كاتشي برياني.

### برياني دينديجول
تشتهر مدينة دينديغول في تملنادة ببريانيها المميز الذي يستخدم كميات قليلة من اللبن الرائب وعصير الليمون لإضفاء نكهة منعشة وحامضة، ويُعرف باسم "البرياني الحار لتملنادة" نظراً لأن دينديغول كانت مركزاً للتوابل في تاميلاكام القديمة. تضم المدينة العديد من مطاعم البرياني الأصيلة، أبرزها "تالاباكاتي برياني دينديغول" الذي يتميز بوصفة فريدة متوارثة عبر الأجيال، حيث يُحضر الأرز مع خليط متوازن من التوابل المحلية التي تعكس تراث المنطقة الغني كمركز تاريخي للتوابل، مع الحفاظ على نكهة لحم الضأن أو الدجاج الطرية التي تُطهى ببطء لتتشرّب نكهات البهارات والتوابل المميزة للمنطقة.

### دوني برياني
تشير بعض الروايات التاريخية إلى أن أصول هذا البرياني تعود لعدة قرون مضت، حيث تروي إحدى الحكايات أنه في عام 1638، بعد فتح شاهاجي بوسل (إمبراطورية المراثا) لمدينة بنغالور في كارناتاكا، أسس أحفاده ما عُرف لاحقاً بـ"الفنادق العسكرية" التي اشتهرت بهذا الطبق.  
تشتهر هذه الفنادق اليوم بتقديم البرياني في أوعية مصنوعة من الأوراق المجففة، مستخدمةً أرز سيراغا سامبا قصير الحبة المميز لجنوب الهند. يتميز الطبق بصلصة خضراء تعتمد على النعناع والكزبرة والفلفل الأخضر الحار، مع إضافة توابل فريدة مثل براعم نبات الكابوك (معروفة محلياً باسم ماراثي موجو) أو زهور الحجر لإضفاء نكهة مميزة. يُحضر هذا البرياني بلحم الدجاج أو الضأن، مع مزج اللبن الرائب والبهارات لتحقيق توازن نكهاتي يعكس تقاليد الطهي المراثية-الكنادية.

### برياني حيدر آباد
يُمثل البرياني الحيدرآبادي أشهر أنواع البرياني في الهند لدرجة أن البعض يعتبرونه مرادفاً لمدينة حيدرآباد نفسها، حيث تطور هذا الطبق في منطقة حيدرآباد خلال حكم آصف جاه الأول الذي عينه الإمبراطور المغولي أورنجزيب حاكماً لديكان. يُحضر هذا الطبق باستخدام أرز بسماتي عالي الجودة وبهارات مميزة ولحم ماعز، مع وجود أنواع شعبية تستبدل لحم الماعز بالدجاج. تشمل أشكال البرياني الحيدرآبادي المتعددة "كاشاي غوشت كي برياني" حيث يتم تتبيل اللحم النيء وطهيه مع الأرز، و"دم برياني" الذي يُطهى على نار هادئة لساعات بطريقة "دم" التقليدية لاستخلاص النكهات العطرية الكاملة، مما يمنحه رائحة زكية وطعمًا غنيًا يتخلل كل حبة أرز.

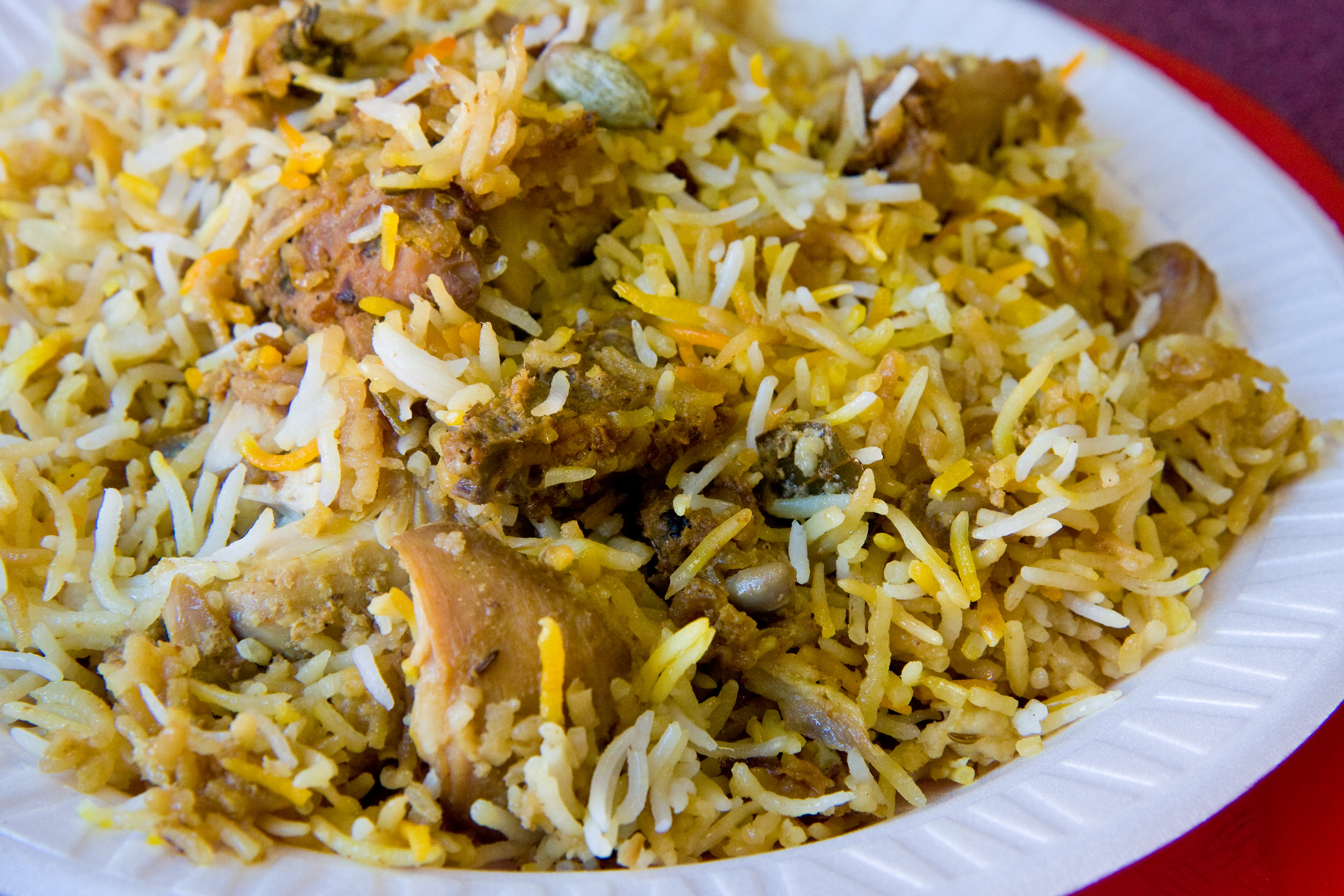
برياني دجاج حيدر آباد.

### برياني كوتشي/ميموني
يُعتبر البرياني الميموني (المعروف أيضاً بالبرياني الكتشي) أحد أكثر أنواع البرياني حرارةً، وقد طوره الميمون (مجتمع من منطقة غوجارات-سند في الهند وباكستان). يتميز هذا الطبق باستخدام لحم الضأن واللبن الرائب (داهي) والبصل المقلي والبطاطس، مع كمية أقل من الطماطم مقارنةً بالبرياني السندي. تعكس هذه الوصفة تقاليد الطهي لدى مجتمع الميمون، حيث تجتمع النكهات الحارة مع مذاق البصل المقرمش والبطاطس الغنية، مما يخلق توازناً فريداً بين الحرارة والعمق النكهي. تُطهى المكونات معاً لتحقيق تناغم مثالي بين ليونة اللحم ونكهات البهارات الجريئة المميزة للمنطقة.

### برياني كالياني
يُعتبر البرياني الكالياني تحفة طهوية من بقايا دولة حيدر آباد الدكن التاريخية، حيث يُعرف أيضاً باسم "برياني الفقراء" لاستخدامه مكعبات صغيرة من لحم الجاموس أو البقر بدلاً من اللحوم الفاخرة. يتميز هذا الطبق بنكهاته الجريئة المستمدة من الزنجيل والثوم والكركم والفلفل الأحمر والكمون ومسحوق الكزبرة مع كميات وفيرة من البصل والطماطم، حيث يُطهى اللحم أولاً في صلصة كثيفة قبل دمجه مع الأرز وطهيه على طريقة "دم" (التبخير بوعاء مغلق). يعكس الطبق نكهات مميزة للطماطم والكمون والكزبرة، مع اعتقاد بأن أصوله تعود إلى بيدار خلال حكم نواب الكالياني الذين هاجروا إلى حيدر آباد في منتصف القرن الثامن ع شر بعد زواج نواب غازانفر جنغ من عائلة آصف جاهي واتحاد ممتلكاتهم، حيث كان النواب يقدمون هذا البرياني لجميع رعاياهم القادمين من بيدار إلى حيدر آباد والذين يزورون أو يقيمون في قصورهم النبيلة (ديفدي).

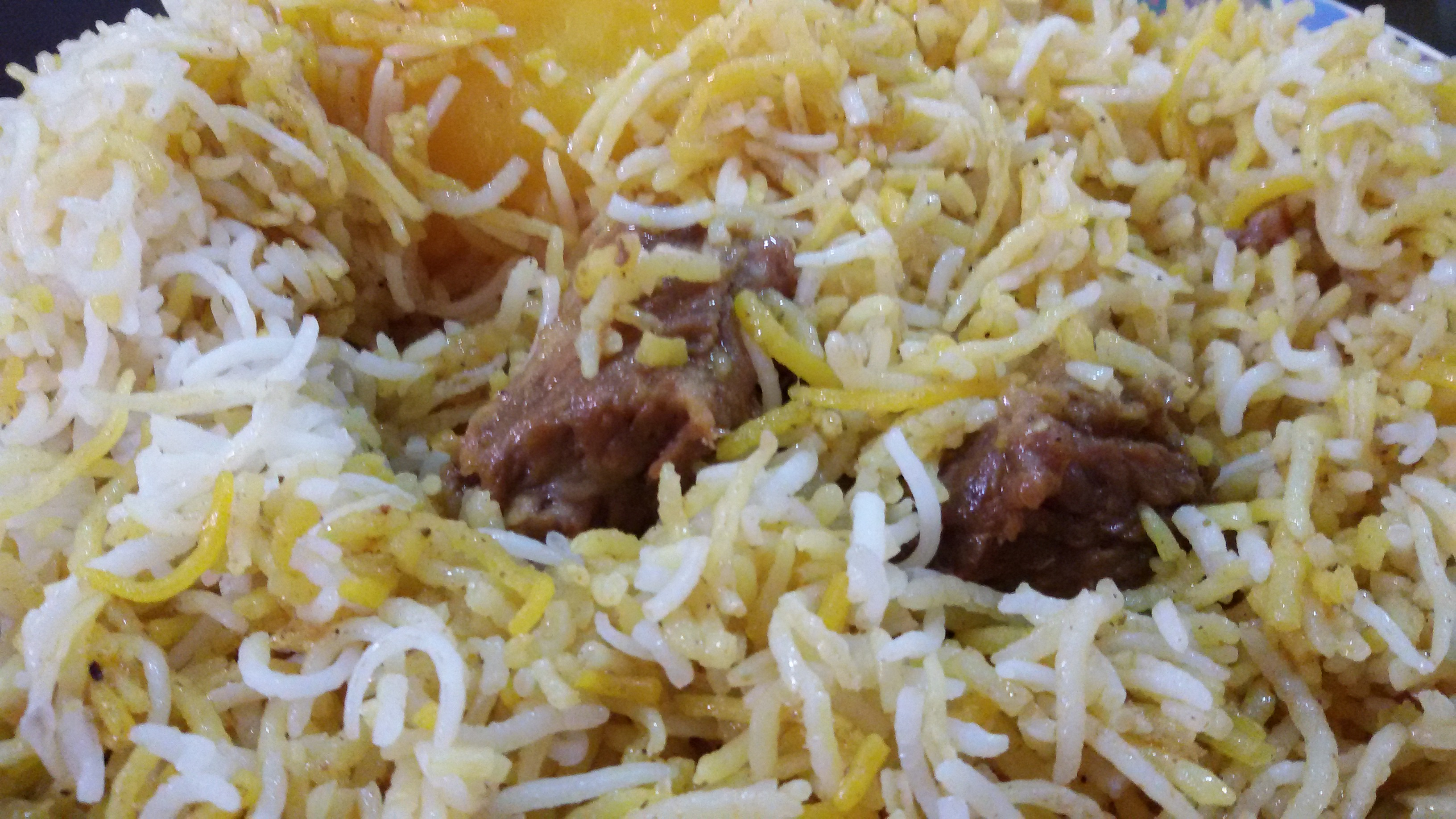
برياني لحم البقر.

### برياني كيزهي
يُشتهر هذا النوع من البرياني في ولاية كيرالا الهندية، حيث يستمد اسمه من طريقة تحضيره المميزة التي تختلف جذرياً عن الوصفات الأخرى. يُحضّر الطبق عادةً باستخدام الدجاج أو الأسماك أو الجمبري (حسب المنطقة)، حيث يتم تتبيل اللحم بالبهارات وعصير الليمون وطهيه بشكل منفصل عن الأرز والصلصة، مع استخدام حليب جوز الهند كمكون أساسي لإضفاء قوام كريمي مميز.
تتميز طريقة التقديم بقطع ورقة الموز إلى نصفين وتجهيزها حرارياً، ثم ترتيب اللحم والأرز والصلصة بشكل فني على سطحها مع إضافة أعشاب عطرية والبصل المقلي (بريستا)، وقد يُزين الطبق بشرائح البيض وصلصة جوز الهند. بعد التجميع، يُلف البرياني داخل الورقة ويُبخر لدمج النكهات، مما يجعله وجبة فردية مثالية تقدم في غلافها الطبيعي الذي يعكس تقاليد المطبخ الكيرالي الأصيل ويحافظ على العطور والنكهات.

### برياني كولكاتا
نشأ برياني كولكاتا من مزيج فريد بين البرياني الدكاي والبرياني الأودهي (اللكنوي) عندما نُفي آخر نواب عواض، واجد علي شاه، إلى ضاحية متيابروج في كلكتا عام 1856، حيث أحضر معه طهاته الشخصيين. يتميز هذا البرياني، شأنه شأن البرياني الدكاي، بإضافة البطاطس التي أصبحت علامة فارقة له، لكنه يحتفظ بتأثيرات المطبخ الملكي الأودهي في طريقة التتبيل وطبخ اللحم (عادةً لحم الضأن) مع الأرز المعطر بالزعفران. تعكس هذه الوصفة تاريخاً من التكيف الإبداعي، حيث استبدل الطهاة بعض المكونات الفاخرة الأصلية (مثل اللحم الغالي) بالبطاطس كحل عملي أثناء فترات الندرة، مما تحول لاحقاً إلى سمة مميزة للطبق. يُقدم برياني كلكتا تقليدياً مع بيض مسلوق مخلل وصلصة بسيطة، محافظاً على توازن دقيق بين نكهات البلاط الملكي وبساطة المكونات المحلية.

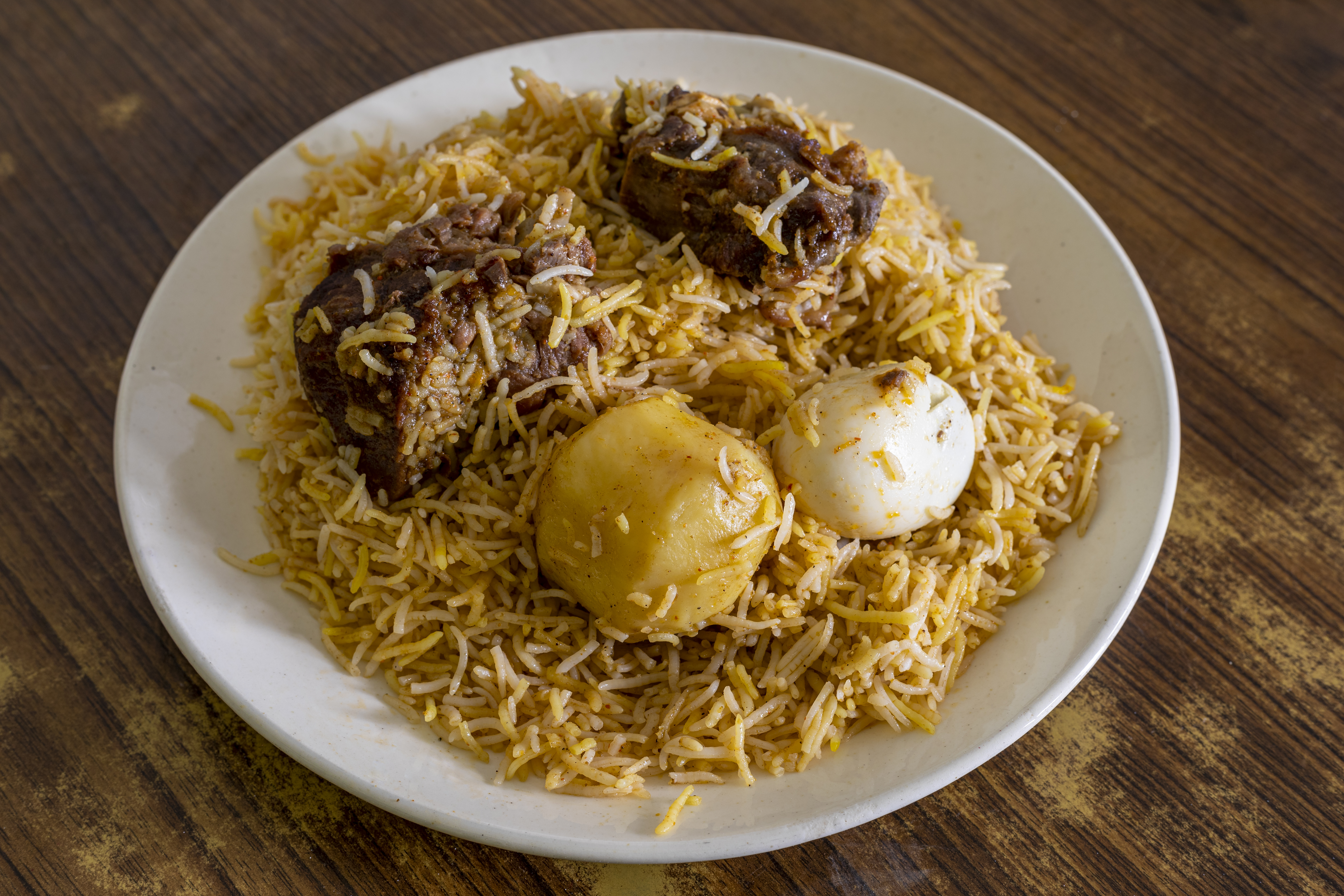
برياني كولكاتا.

### برياني لكناو
يُعتبر البرياني الأودهي (اللكنوي) تحفةً من تراث مدينة لكناو عاصمة إقليم عواض التاريخي، حيث يُحضّر باستخدام أرز البسماطي الفاخر المطهو بالسمن مع مزيج من البهارات العطرية الدافئة، ثم يُرصّ بشكل طبقات متناوبة مع صلصة اللحم أو المارينيد (تتبيلة اللحم) في إناء يُحكم إغلاقه ليطهى على نار هادئة حتى تمام النضج. تعكس هذه الطريقة التقليدية المعروفة باسم "دم بخت" براعة الطهاة الأودهيين في تحقيق التوازن المثالي بين نكهات اللحم الطري والأرز المعطر، مع الحفاظ على الرطوبة والعصارة داخل الإناء المختوم، مما يمنح الطبق مذاقه الملكي المميز الذي يجسد ثراء التراث الطهوي المغولي في شمال الهند.

### برياني بيري (برياني على طريقة مانجالوري)
يُمثل برياني البيري تحفةً طهوية خاصة بمجتمع البياري في منطقة الساحل بكارناتاكا، ويُعرف أيضاً باسم البرياني المانغلوري، حيث يتميز باستخدام الفلفل الأخضر الحار وجوز الهند مما يمنحه نكهة غنية وحارة بشكل معتدل مع لمسات خفيفة من الشمر. تتكون خلطة البهارات عادةً من جوزة الطيب وصولجان (جافيتري) وبذور الشمر وبذور الخشخاش ونجوم اليانسون واللوز وأوراق النعناع الطازجة، حيث يُطهى الأرز واللحم (الضأن أو الدجاج أو لحم البقر) بشكل منفصل أولاً ثم يتم ترتيبهما في طبقات وطهيهما معاً ببطء على طريقة "دم" لتمازج النكهات بتناغم، ويُقدم هذا البرياني عادةً في المناسبات الخاصة مثل الأعراس والتجمعات العائلية كجزء من التقاليد الاجتماعية لمجتمع البياري.

### برياني عضو الجمعية التشريعية بوتلام
يَنبُع هذا النوع الفيروسي من البرياني من مطعم "ذا سبايسي فنيو" في حيدر أباد، حيث يتميّز بوصفة فريدة تختلف جذرياً عن جميع أنواع البرياني الأخرى من حيث المظهر والتقديم. يتكوّن الطبق من طبقات متعددة تشمل برياني لحم الضأن المفروم (كيمة) والروبيان، يُلفّان معاً داخل أومليت مُتبّل على طريقة الأومورايس اليابانية، مما يخلق مزيجاً غير تقليدي يجمع بين نكهات البرياني الحيدرأبادي التقليدي والتأثيرات العالمية في تقديم الأطباق. أصبح هذا الطبق ظاهرة طهوية على وسائل التواصل الاجتماعي بفضل شكله المبتكر وتركيبته النكهية الجريئة التي تدمج المذاق الشرقي مع تقنيات الطهي العالمية.

### برياني روثر
ينفرد برياني روثر بشهرته في منطقتي بالاكاد وكويمباتور، حيث طورته عائلات روثر المسلمة في كل من كيرالا وتملنادة بوصفة مميزة تختلف كلياً عن البرياني المالاباري. يعتمد هذا النوع تقليدياً على لحم الماعز ويُحضّر بطريقة فريدة تعكس التراث الثقافي لمجتمع روثر، حيث تتميز تقنية الطهي بمراحل متعددة من التتبيل والطبخ البطيء، مع استخدام مزيج خاص من البهارات المحلية التي تمنحه نكهة عميقة ومتجانسة. توارثت الأجيال المتعاقبة هذه الوصفة التي تحافظ على أصالتها رغم انتشارها، مما يجعلها علامة فارقة في المطبخ الإسلامي الجنوبي، حيث تُقدم عادةً في المناسبات الدينية والاجتماعية كجزء من الهوية الثقافية للمجتمع.

### برياني سفياني
يُعرف هذا النوع من البرياني أيضاً باسم "برياني سفياني"، وهو ينحدر من أصول حيدرآبادية حيث يُقال إنه وُجد خصيصاً لأحد حكام نظام حيدرآباد الذي كان مولعاً بالبرياني لكنه لم يكن يستطيع هضم البهارات الحارة. تعتمد الوصفة الحالية بشكل رئيسي على خليط من الخوي (الحليب المكثف) ومعجون اللوز كقاعدة أساسية إلى جانب اللحم والعديد من المكونات الأخرى، مع عدم وجود أي أثر للفلفل الأحمر أو مسحوق الشطة مما يعطي الطبق مظهره "الأبيض" المميز، مع إمكانية استخدام الفلفل الأخضر الحار كبديل للحصول على نكهة خفيفة دون التسبب في تهيج الجهاز الهضمي.

### برياني سريلانكا
في سريلانكا البرياني أكثر شعبية بين المسلمين، وعادة ما يقدم مع الدجاج ولحم البقر والضأن. في كثير من الحالات، سريلانكا البرياني توابلا بكثير من معظم اصناف الهندي. شعبية الأطباق الجانبية تشمل أتشار، الملايو المخلل، والكاجو الكاري والنعناع البري (سَمبول). والشكل الشعبي من البرياني النطاط سلسلة يستخدم كبديل للأرز. غالبا ما يكون من خدم مع بيض مخلوط أو الخضار. ويلاحظ أن خلطة البريانى تختلف تكوينات ونسبة تكوينات البهارات الهنديّة من مكان إلى آخر.
و كذلك الكاري وهو أيضاً خليط من البهارات يختلف طعمه وحِدّة حرارته من مكان إلى آخر. ومن أطيب وألطـف الأنواع نوع اسمه كاري مِدْرَاسْ (يوجـد في البقالات داخـل عُلـَب معدنية خضــراء أو بكـتات)، كما أن الكـاري يمكـن أن يسـتخدم كَـبُهَــار لوحـده لإعطــاء نكهة وطعم لكثير من الأطباق المحلّية.

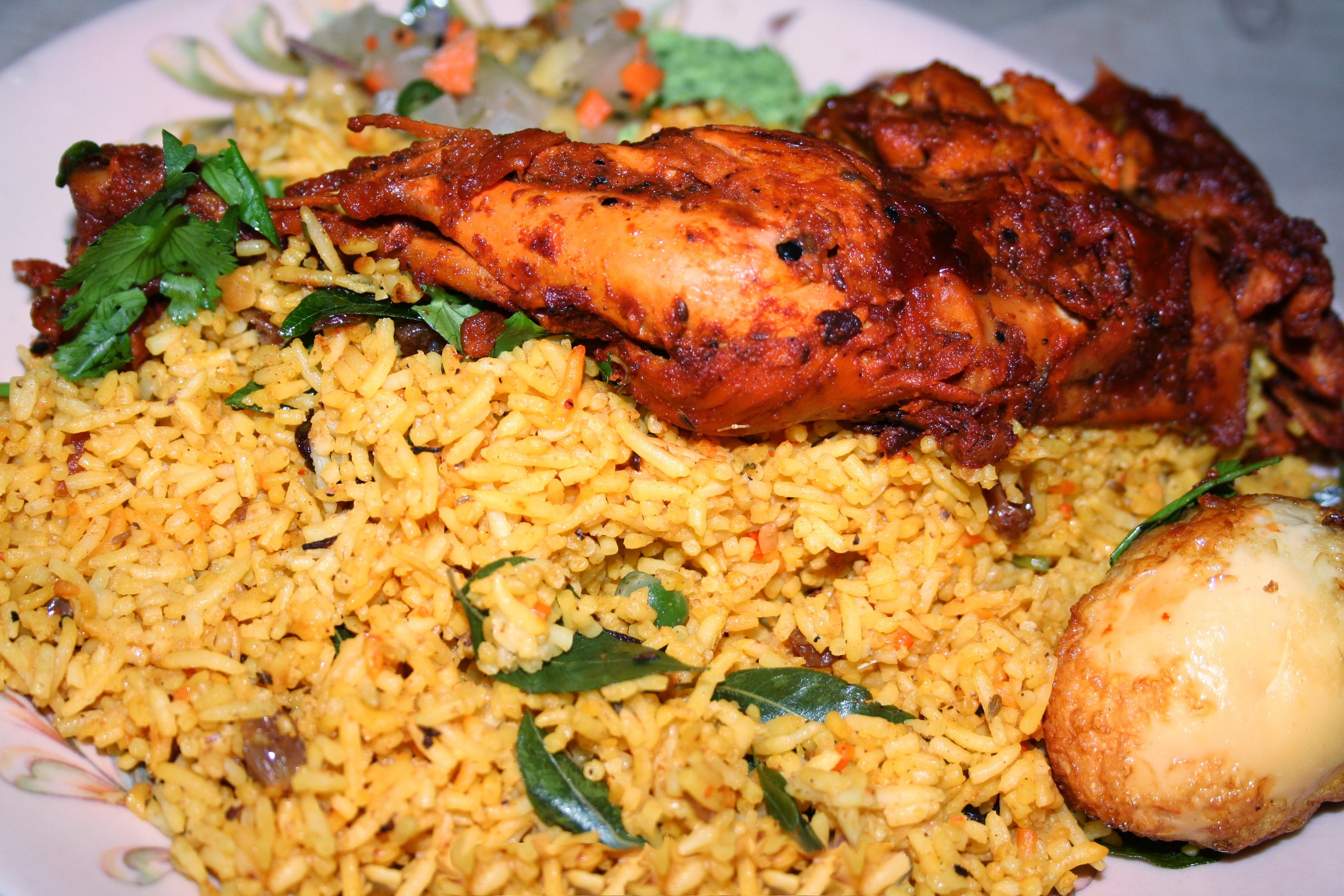
برياني دجاج سريلانكي.

### برياني ثالاسيري
يُعتبر البرياني الثلاسيري النسخة الكيرالية من البرياني في ولاية كيرالا الهندية، وهو أحد الأطباق الرئيسية للمجتمع المسلم في المنطقة. تتركز مكوناته الأساسية على الدجاج مع البهارات، مع استخدام أرز خاص يُسمى "خيما" الذي يُخلط عادةً مع السمن. رغم احتواء الوصفة على عدد كبير من البهارات مثل صولجان والكاجو والزبيب وبذور الشمر والكمون والطماطم والبصل والزنجبيل والثوم والكراث والقرنفل والقرفة، إلا أن كمية الفلفل الحار أو مسحوق الشطة المستخدمة تبقى قليلة.
يُحضّر البرياني الثلاسيري كصنف "باكي" (مطبوخ مسبقاً) باستخدام أرز خيما ذي الحبوب الصغيرة الرفيعة العطرية، مع تطبيق طريقة الطهي "دم" لتجنب احتراق الأرز. تجدر الإشارة إلى وجود نوع آخر مشهور في كيرالا يُعرف باسم "برياني لحم البقر" الذي يحظى بشعبية واسعة في المنطقة.

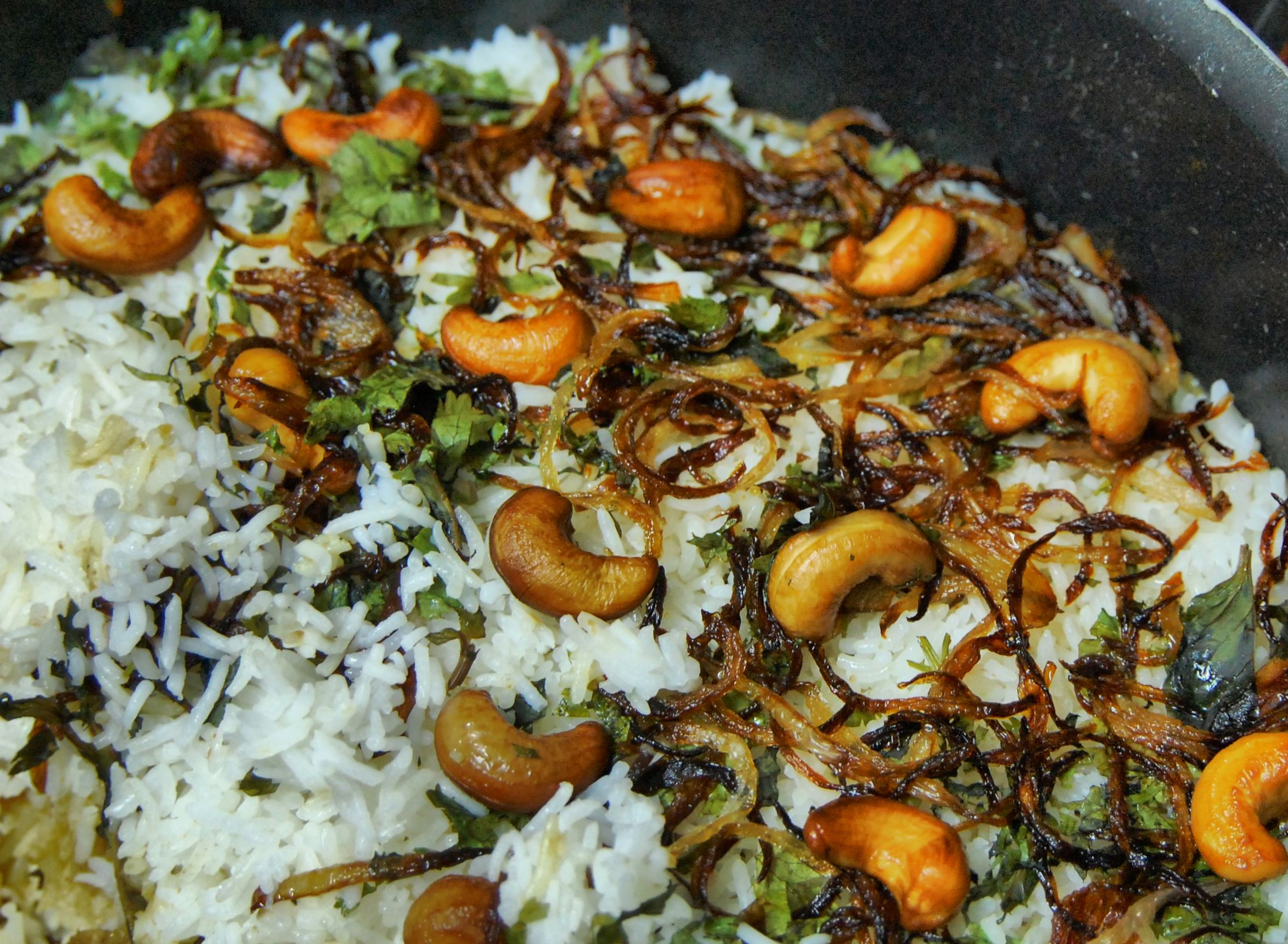
برياني ثالاسيري.

### برياني ترافانكور
يُمثل برياني ترفانكور طبقاً مميزاً من مدينة ثيروفانانثابورام، ويتميز باستخدام أرز البسمتي طويل الحبة مع تتبيل خفيف ببهارات كاملة مثل القرنفل والقرفة وأوراق الغار، مدعماً بنكهة السمن أو زيت جوز الهند. يُحضر عادةً بلحم الضأن أو الدجاج أو لحم البقر، ويُزين بالكاجو المقلي والزبيب والكزبرة الطازجة وأوراق النعناع، مع بيضة مسلوقة توضع في المنتصف غالباً. يُقدم هذا البرياني مع أطباق جانبية مثل الرايتا (سلطة الزبادي) وتشاتني جوز الهند ومخلل الليمون ورقائق البابادام المقرمشة، مما يعكس التناغم بين النكهات المحلية وتقاليد الطهي في منطقة ترفانكور.

### برياني الأوادية
لكناو والبرياني تقريبا علاقة تكافلية. لكناو (الأوادية) البرياني هو البصمة أن المسلمين من الإمبراطورية المغولية بثها على الجزء الشرقي من الهند. ونشأت في قرية 'باري التالي' وعلى الرغم من أنه نشأ في الشمال، فيراني البرياني كما التقطت النكهات من الجنوب.

### البرياني الأيراني
في إيران، وهذا الطبق هو المحرز في اصفهان مع لحم الضأن المشوي والرئة التي يتم مطهي ثم مفروم بشكل منفصل ومن ثم يشوى في مقلاة صغيرة خاصة على النار. والغذاء هو عموما تؤكل مع نوع من الخبز، «نان ه طفطون» أو «نان ه صنغاك».
في مزيد من شكلها الأصلي، على طبق من المعروف بالاسم العام «سد پُخت/ دان پُختاك». مجمع باللغة الفارسية يعني «المطبوخة بالبخار»، إشارة إلى الأرز على البخار والتي تشكل أساسا للطبق. هذا الاسم لا تزال شائعة الاستعمال في إيران في تفضيل «البرياني». في دول جنوب شرق آسيا مثل بورما / ميانمار هذه السن، هو مصطلح عام الفارسي في الاستعمال الشائع بأنها دنباوك.

### البرياني السيندى
المتغير السندية من البرياني تحظى بشعبية كبيرة في المطبخ الباكستاني والبرياني من جميع الأنواع التي تؤكل في كل أنحاء باكستان والعالم. في باكستان البرياني يتمتع بشعبية كبيرة، وبخاصة في مدينتي كراتشي وحيدر أباد، حيث إصدار الدجاج يحظى بشعبية. وبرياني الدجاج الباكستانية هي مشابهة جدا لبومباي البرياني، ولكن يجمع بين عناصر من السندية البرياني وتشمل البطاطس. الناقل الوطني، الخطوط الجوية الباكستانية، كما يخدم هذه الطبخة لمعظم رحلاتها متجهة الغربية لإعطاء الاجانب يشعر من المأكولات الباكستانية.
وهناك أيضا اللحوم في ولاية البنجاب والمناطق الشمالية من باكستان التي أثبتت شعبية كبيرة ولتلبية الاحتياجات الغذائية. يقدم هذا الطبق الخضروات المعتادة المحلية فضلا عن اللبن الحامض على تهدئة المعدة من التوابل.

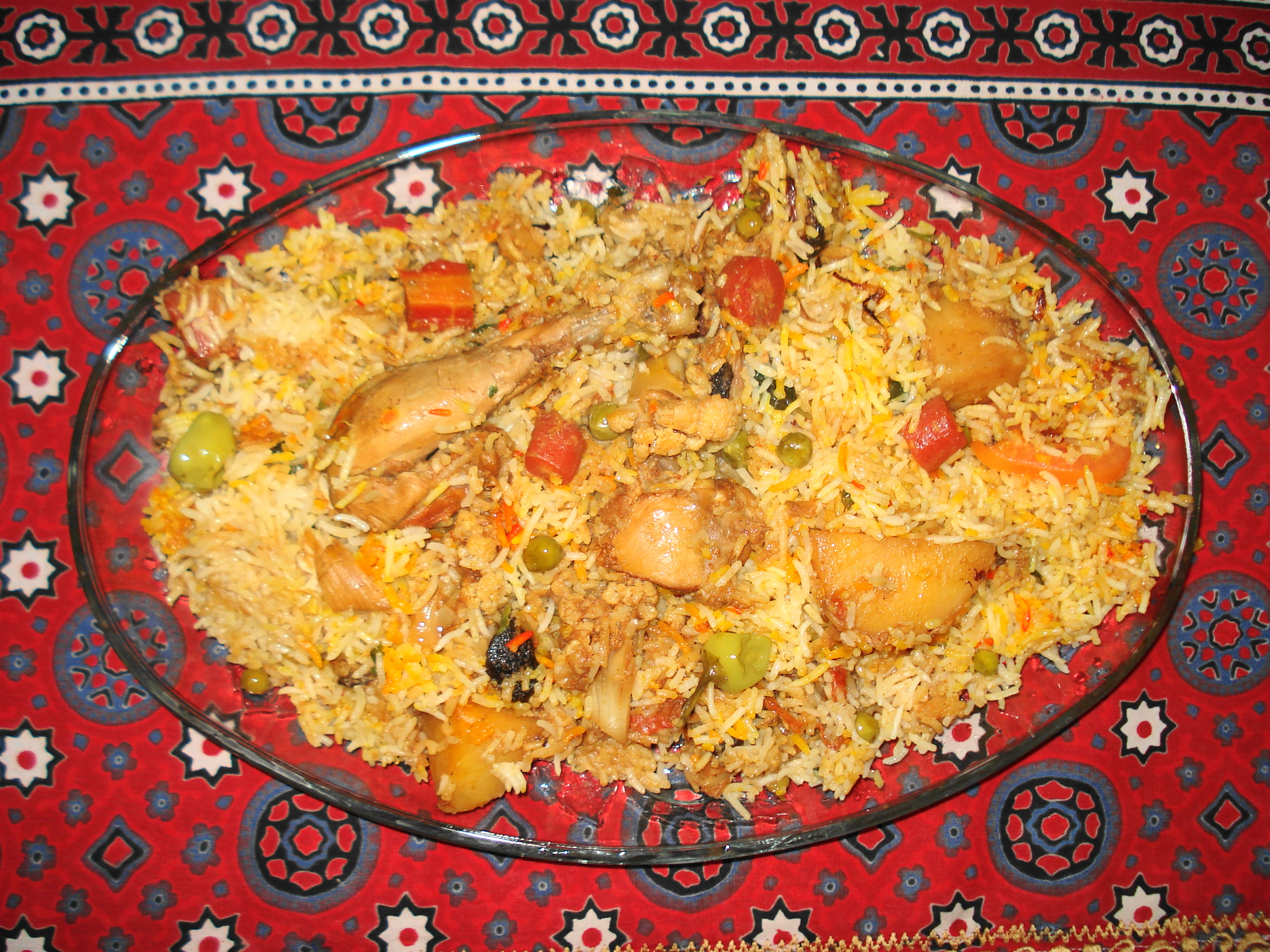
برياني سندي.

### برياني كاتشي
البرياني الكاتشي هو إعداد خاص للطبق الذي هو مرة أخرى مع كل من طهي الدجاج ولحم الضأن مع هذه الأخيرة هي الأكثر شعبية متنوعة. الطبق هو المطبوخة مع اللحم وصلصة يجري في قاع وعاء الطبخ مع طبقة سميكة من الأرز على أعلى، والأرز واللحوم مختلطة قبل الخدمة. البطاطا هي أيضا في بعض الأحيان تضاف إلى الطبق الذي المطبوخة مع اللحم. وبيضة مسلوقة وسلطة مختلطة غالبا ما يرافق الطبق.

### برياني تاهارى
تاهارى أو طاهري هو الاسم الذي يطلق على نسخة نباتي للبرياني وتحظى بشعبية كبيرة في منازل الباكستانيين والهنود. في بنغلاديش، ويشير إلى تيهري البرياني التي أعدتها واضاف ان لحوم إلى الأرز، وعلى العكس من البرياني الأرز التقليدية حيث يضاف إلى اللحم.

### برياني جنوب شرق آسيا
في ميانمار، والبرياني، على النحو المعروف في البورمية بـ (دنباوك)، ويحظى بشعبية. شعبية المكونات هي الكاجو، واللبن الزبادي، والزبيب والبازلاء، والدجاج، والقرنفل، والقرفة، والزعفران وورق الغار. البورمية في البرياني والدجاج المطبوخ مع الأرز. البرياني هو أيضا تؤكل مع سلطة من شرائح البصل والخيار. في يانغون، وهناك العديد من سلاسل المطاعم التي تخدم البرياني حصرا. غالبا ما يكون من خدم في الاحتفالات الدينية ومآدب الغداء. البرياني في ميانمار يستخدم الأرز الاستثنائية نما محليا بدلا من البسمتي.
في تايلاند وقد شاع بين المسلمين مجموعة متنوعة من الأطباق المحلية، والمعروفة باسم (خاو موك)، التي تتمتع بشعبية في جميع أنحاء البلاد. لحم الدجاج والبقر هي الشكل الأكثر شيوعا ولكن تستخدم أيضاً الماعز التي تؤكل على وجه الحصر تقريبا من السكان المسلمين. جنبا إلى جنب مع التايلاندية كاري ماسامان وساتيه أنها واحدة من أشهر الأطباق المسلمين التايلانديين. البرياني هو أيضا اسم آخر للهينا.

### خارج شبه القارة الهندية

#### بورما
يُعرف البرياني في ميانمار (بورما) باسم "دانبوك" أو "دانباوك" المشتق من المصطلح الفارسي "دم بخت" الذي يشير إلى تقنية الطهي البطيء. يُعتبر الدانباوك طبقاً رئيسياً في المناسبات الاحتفالية مثل مهرجان ثينجيان والأعراس وولائم التبرعات. ورغم الأصول جنوب الآسيوية للدانباوك وملكية المسلمين التقليدية لمطاعمه، دخل رواد الأعمال البوذيون السوق في العقود الأخيرة. تشمل المكونات البارزة للطبق: الكاجو واللبن والزبيب والبازلاء والدجاج والقرنفل والقرفة والزعفران وأوراق الغار المطبوخة مع أرز طويل الحبة، حيث يُتبل الدجاج بخليط بهارات الدانباوك الخاص ويُطهى مع الأرز. يُقدم الطبق عادةً مع أطباق جانبية مثل سلطة طازجة من شرائح البصل والملفوف المقطع والخيار والليمون الحامض المخمر والفلفل الحار المجفف المقلي والحساء، بينما ابتكرت مطاعم الدانباوك حديثاً أنواعاً جديدة مثل البرياني "أمبوروسيا" الذي يحتوي على فواكه مجففة وأرز بالزبدة.

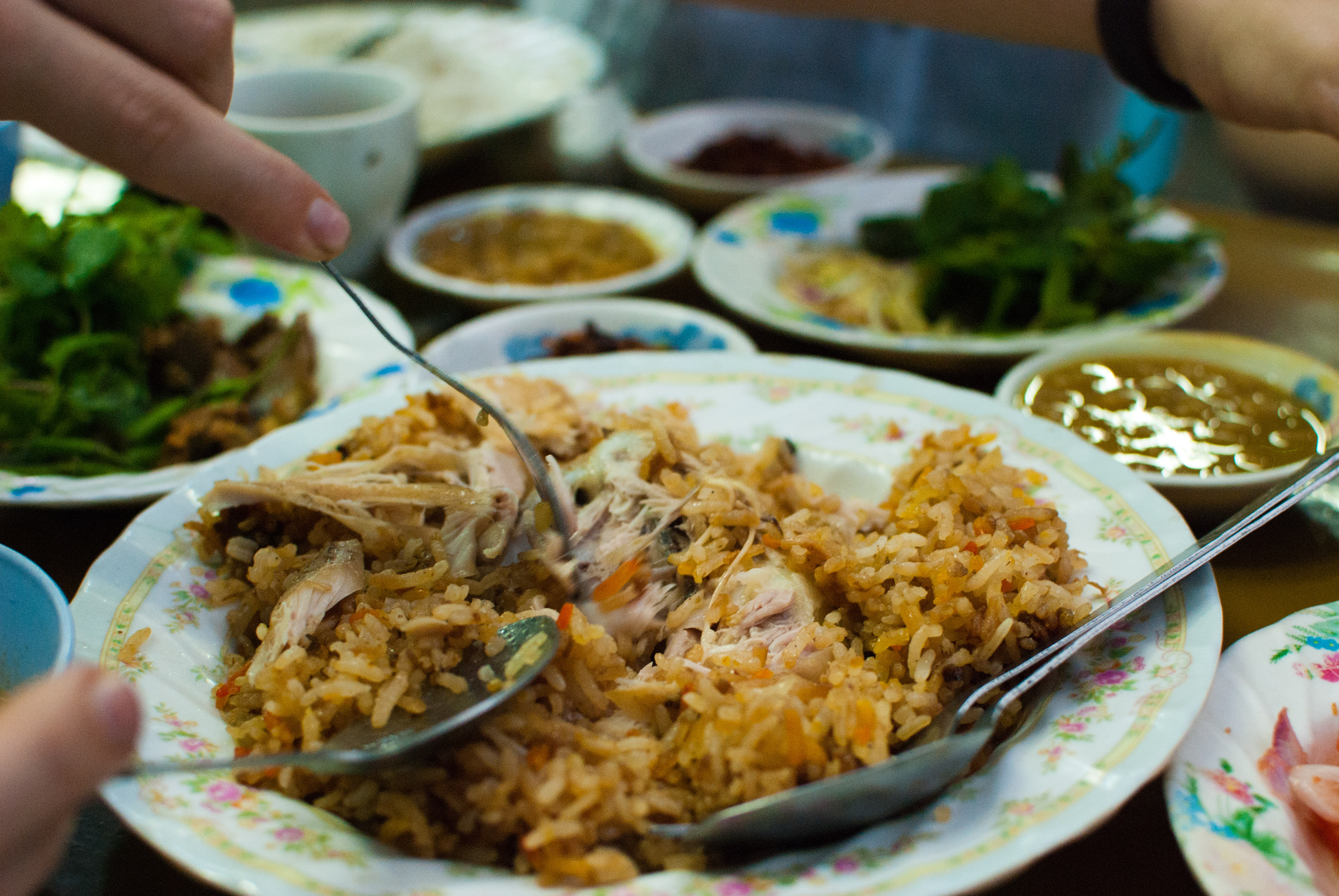
طبق من البرياني البورمي (المعروف محليًا باسم دانباك)، كما يتم تقديمه في كيت شار

#### غرب آسيا
يُحضّر البرياني في العراق ودول الخليج الفارسي عادةً باستخدام الزعفران مع اختيار الدجاج كلحم رئيسي، وهو يحظى بشعبية واسعة في جميع أنحاء العراق وخاصة في إقليم كردستان. تشمل معظم الوصفات المكونات التالية: الشعيرية المقلية، البصل المقلي، مكعبات البطاطس المقلية، اللوز، والزبيب التي تُوزع بوفرة فوق الأرز، مع تقديم صلصة طماطم حامضة/حارة (مرق) أحياناً كطبق جانبي.  
خلال العصر الصفوي (1501-1736)، اشتهر طبق يسمى "بريان بولو" (نقحرة: بریان پلو) في إيران، حيث كان يُحضّر بلحم الضأن أو الدجاج بعد تتبيله طوال الليل بمزيج من اللبن الزبادي والأعشاب والبهارات والفواكه المجففة مثل الزبيب أو الخوخ أو بذور الرمان، ثم يُطهى في فرن التنور ويُقدّم مع الأرز المطهو على البخار، مما يعكس الأصول التاريخية العميقة لهذا الطبق في المنطقة.

#### برياني أفغاني
يُعتبر طبق "بريان" المختلف عن البرياني مشهوراً في أفغانستان، حيث تعود أصوله إلى نفس المصدر التاريخي للبرياني عندما كانت معظم أراضي أفغانستان جزءاً من ولايتي كابول وقندهار، وهو يُباع اليوم في أفغانستان وكذلك في بوبال بالهند. يُحضّر البريان الأفغاني بطهي اللحم (غوشت) والأرز معاً دون استخدام المرق (يخني) أو التوابل الإضافية المستخدمة في البرياني، حيث يشير المؤرخ دهلي إلى أن البريان يحتل موقعاً وسطاً بين البيلاف والبرياني. يتميز البريان الأفغاني باستخدام كميات كبيرة من الفواكه المجففة مثل الزبيب وكميات أقل من اللحم المقطع إلى قطع صغيرة جداً، مما يعكس التكيف المحلي مع الوصفة الأصلية وفقاً للموارد المتاحة والتقاليد الغذائية في المنطقة.

#### أندونيسيا
يُعتبر ناسي كيبولي طبق أرز إندونيسي حار يُطهى على البخار في مرق لحم الماعز مع الحليب والسمن، وهو مشتق من طبق الكابولي بيلاف الأفغاني الذي يشبه البرياني المقدم في شبه القارة الهندية. ورغم وجود النسخة الإندونيسية الأصيلة من ناسي كيبولي، إلا أن إندونيسيا ورثت أيضاً نسخة محلية من البرياني تعرف باسم ناسي برياني أو ناسي برياني، والذي يحظى بشعبية كبيرة ويُربط عادةً بالمأكولات الآتشية والعربية-الإندونيسية والهندية-الإندونيسية والملايوية، مما يعكس التنوع الثقافي والتفاعلات التاريخية في الأرخبيل الإندونيسي.

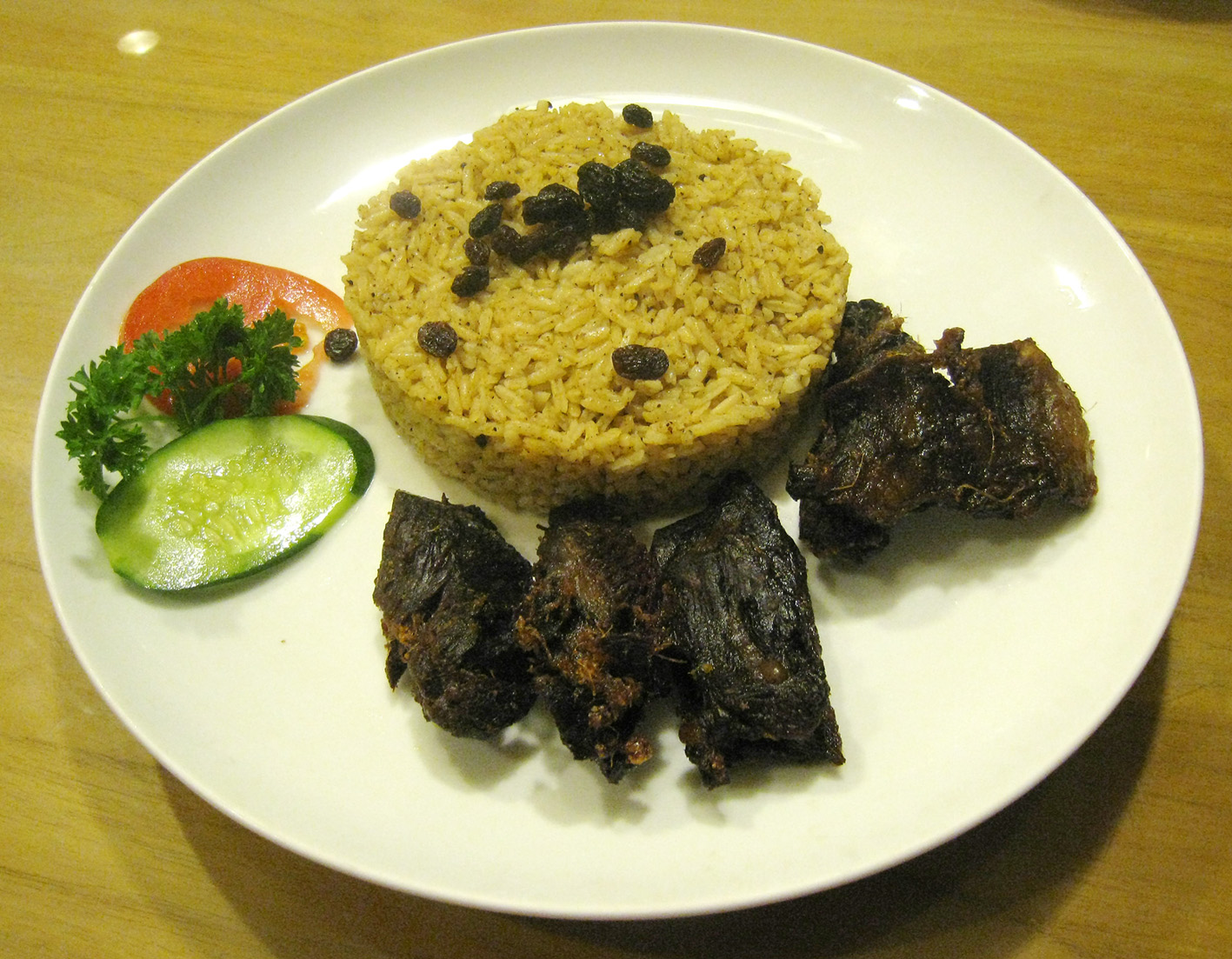
ناسي كيبولي أصيل يقدم في جاكرتا.

#### ماليزيا وسنغافورة
يُعرف البرياني الماليزي والسنغافوري باسم "ناسي برياني" أو "ناسي برياني"، ورغم انتشار الأنواع الأصيلة من البرياني الجنوب الهندي، يظل الناسي برياني الأكثر شيوعاً. تتمثل الفروق الرئيسية بين الناسي برياني والبرياني الهندي في أن اللحم في الناسي برياني يُطهى بشكل منفصل عن الأرز، كما يحتوي على كمية أكبر من الكاري أو الصلصة أو المرق مقارنةً بالبرياني الهندي. يحظى طبق الناسي برياني بشعبية واسعة في ماليزيا وسنغافورة كجزء أساسي من المأكولات الهندية المحلية، حيث ينتشر تقديمه في أكشاك الماماك ومراكز الباعة المتجولين ومجمعات الطعام بالإضافة إلى مطاعم الوجبات الفاخرة، مع وجود بعض المطاعم في سنغافورة التي تقدم نسخة من الطبق تستخدم لحم الخنزير كمكون رئيسي.

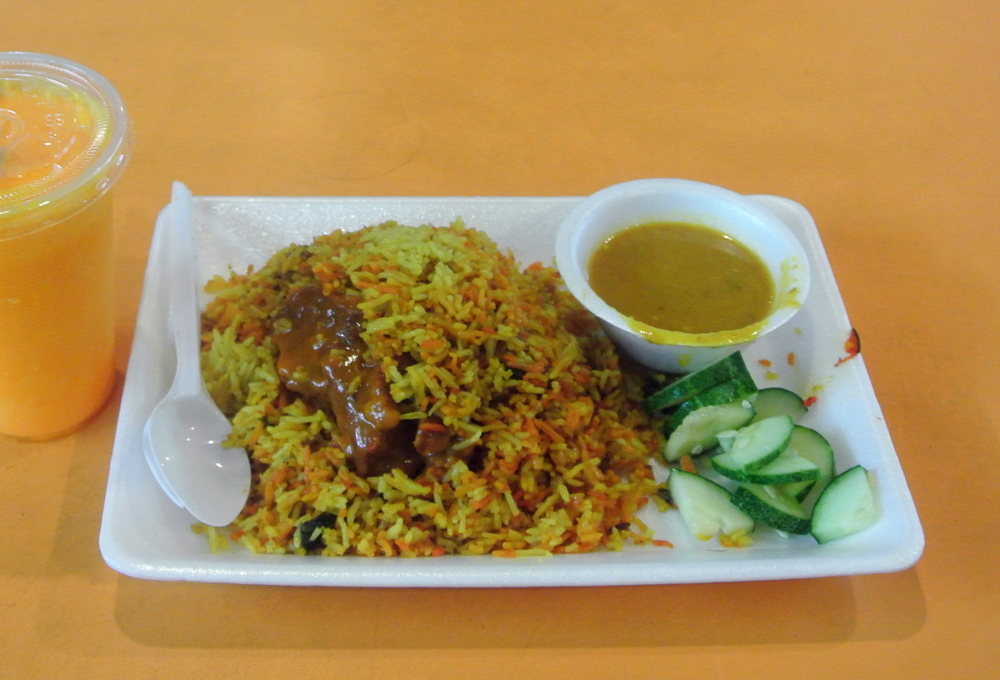
برياني لحم الضأن في ليتل إنديا، سنغافورة.

#### موريشيوس
يحظى البرياني بشعبية كبيرة في موريشيوس، حيث يُعتبر طبقاً أساسياً في حفلات الزفاف والمناسبات الإسلامية، كما يتوفر على نطاق واسع في أكشاك الطعام الشارعي. يتميز البرياني الموريشيوسي بتقديمه مع أطباق جانبية مثل الآتشار (مخلل المانغو) والفلفل الحار والسلطات الطازجة، مما يعكس التنوع الثقافي للجزيرة وتمازج التأثيرات الهندية والإفريقية والصينية في مطبخها. تُضفي هذه التركيبة الفريدة نكهات لاذعة ومنعشة تكمّل غنى نكهات البرياني التقليدي، مما يجعله تجربة تذوقية لا تُنسى في هذه الجزيرة الواقعة بالمحيط الهندي.

#### الفيلبين
يُبرز مطبخ كابامبانغان الفلبيني (خاصة في بامبانغا) طبقاً مميزاً يُسمى "ناسينج بيرينجي" (أرز زعفران بالدجاج)، الذي يشابه البرياني الماليزي "ناسي برياني" في الاسم والشكل، حيث يُحضر عادةً فقط خلال المناسبات الخاصة مثل حفلات الزفاف والتجمعات العائلية أو المهرجانات المحلية. لا يُعتبر هذا الطبق من الأطعمة الأساسية في النظام الغذائي الفلبيني نظراً لصعوبة تحضيره مقارنةً بالأطباق المعتادة، كما توجد نسخة منه اندمجت مع النسخة الفلبينية من الباييلا الإسبانية تُعرف باسم "برينغي".
شهدت مانيلا في عشرينيات القرن الحادي والعشرين طفرة في شعبية البرياني ذي الطابع الجنوب آسيوي والشرق أوسطي، حيث انتشر تقديمه في كل من المطاعم الفاخرة وأماكن طعام الطبقة العاملة، وذلك بفضل تأثير الفلبينيين من أصل هندي وجنوب آسيوي آخرين، بالإضافة إلى العمال الفلبينيين العائدين من الشرق الأوسط. تقوم بعض المطاعم بتعديل الوصفات الأصلية لتتناسب مع الأذواق الفلبينية، مما أدى إلى ظهور نسخ محلية متميزة من هذا الطبق العالمي.

#### جنوب أفريقيا
يُقدم المطبخ الكيب مالاي في جنوب أفريقيا نسخة مميزة من البرياني تُدمج العدس كمكون رئيسي إلى جانب اللحم (عادةً لحم البقر أو الدجاج أو المأكولات البحرية أو الخضروات)، حيث يُطهى الأرز والبقوليات واللحم والمرق بشكل منفصل ثم تُخلط معاً، مع استخدام نادر لطريقة الطهي "دم" التقليدية، بينما تحتفظ البهارات المستخدمة بشبه كبير لتلك المستعملة في البرياني الهندي الأصلي، مما يعكس التكيف الثقافي الفريد لهذا الطبق مع الحفاظ على جوهره.

#### شرق أفريقيا
توجد أنواع مختلفة من البرياني في مطابخ الصومال وكينيا وتنزانيا نتيجة قرون من التجارة بين ساحل شرق أفريقيا وجنوب آسيا، بالإضافة إلى الهجرة الهندية الحديثة نسبياً إلى البلدين الأخيرين خلال الحقبة الاستعمارية البريطانية. يتميز البرياني الزنجباري بمزيج فريد من بهارات شرق أفريقيا والهند مع تأثيرات من المطبخ العربي، حيث يُستخدم الدجاج غالباً كلحم رئيسي، وهو مشابه للأنواع المتداولة في كينيا. أما في الصومال، فقد تطور الطبق إلى ما يعرف باسم "بارييس إسكوكاريس" الذي يُقدم مع الدجاج أو لحم الماعز أو البقر أو الضأن أو الجمل، ويُتبل بمزيج التوابل الصومالي "خاواش" مع إضافة مميزة للموز كطبق جانبي يُخلط مع الوجبة، مما يعكس التكيف المحلي الفريد لهذا الطبق مع الحفاظ على أصله المشترك.

#### تايلاند
يُعرف البرياني في تايلاند باسم "كاو موك" (بالتايلاندية: ข้าวหมก)، ويُقدم عادةً مع الدجاج أو لحم البقر أو حتى الأسماك، مع تزيينه بالثوم المقلي. يُعتبر هذا الطبق جزءاً شائعاً من المطبخ التايلاندي، حيث يُقدّم غالباً مع صلصة خضراء حامضة تمنحه نكهة منعشة ومميزة، مما يعكس التكيف المحلي للطبق مع الحفاظ على جوهره مع إضافة لمسات تايلاندية فريدة.

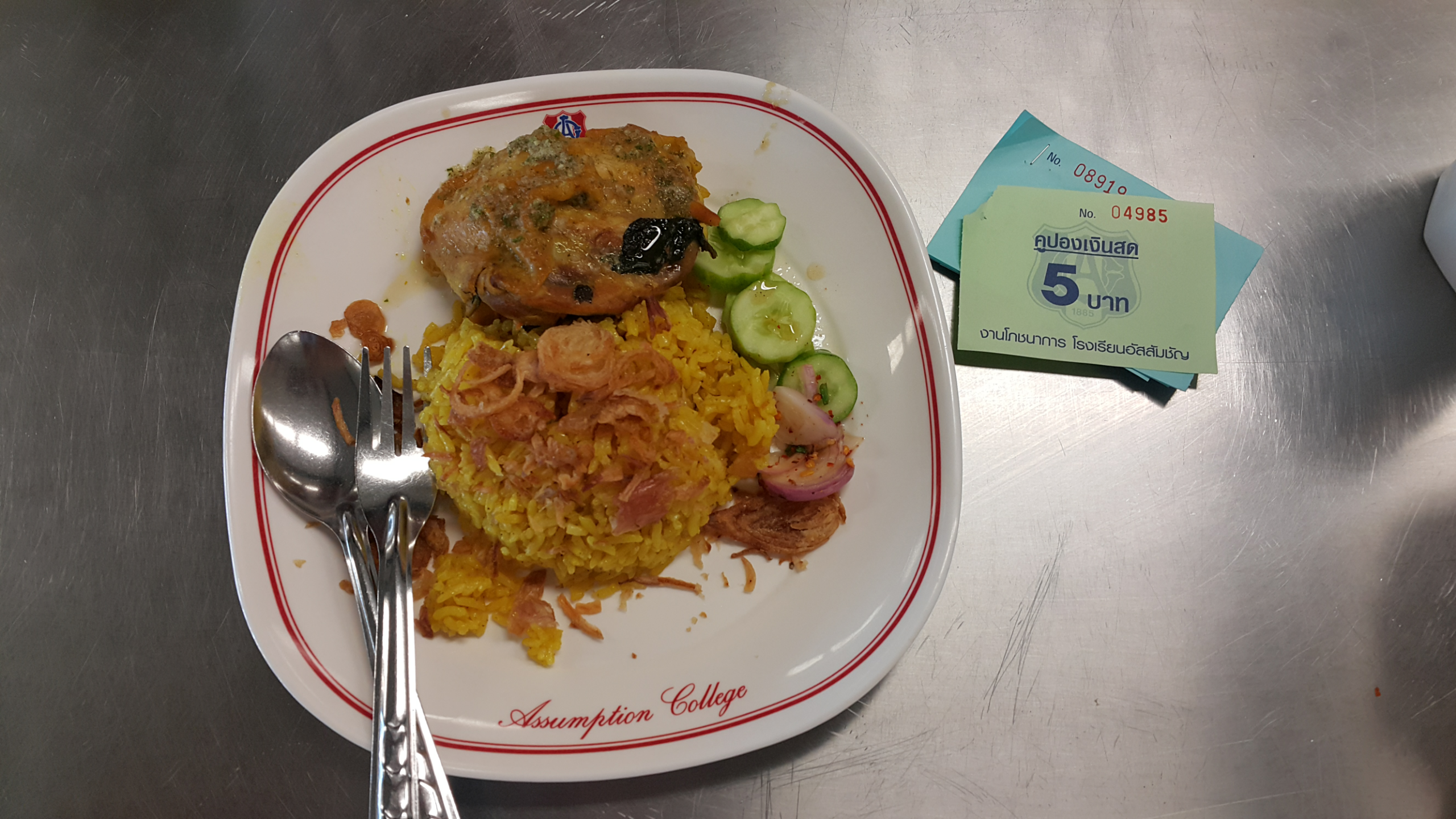
Khao mhok ghai (برياني تايلاندي بالدجاج).

## معرض الصور

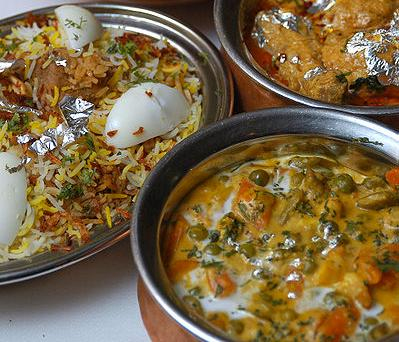
بريانى مقدم مع أطباق أخرى
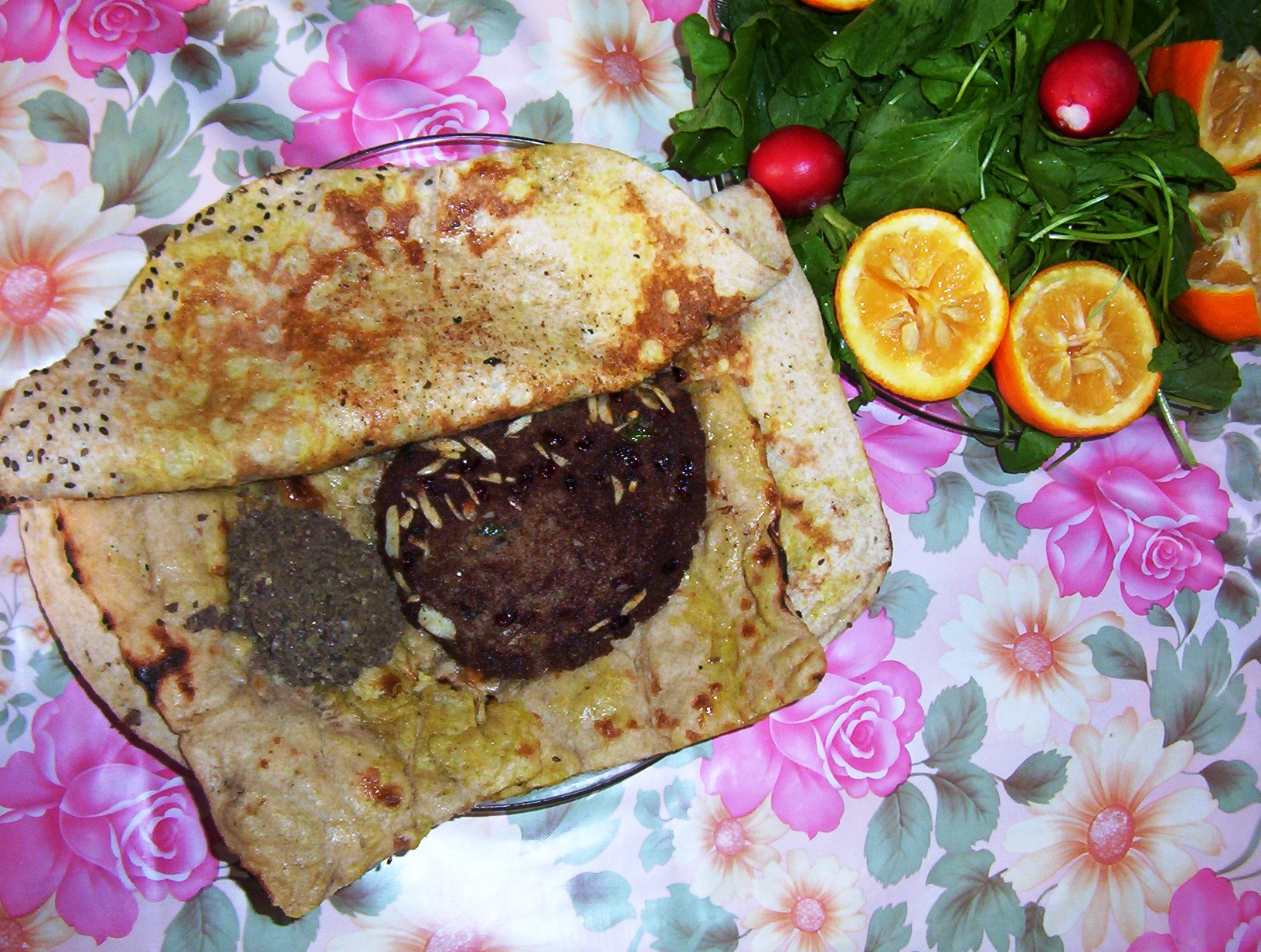
البريانى الايرانى (اصفهانى)
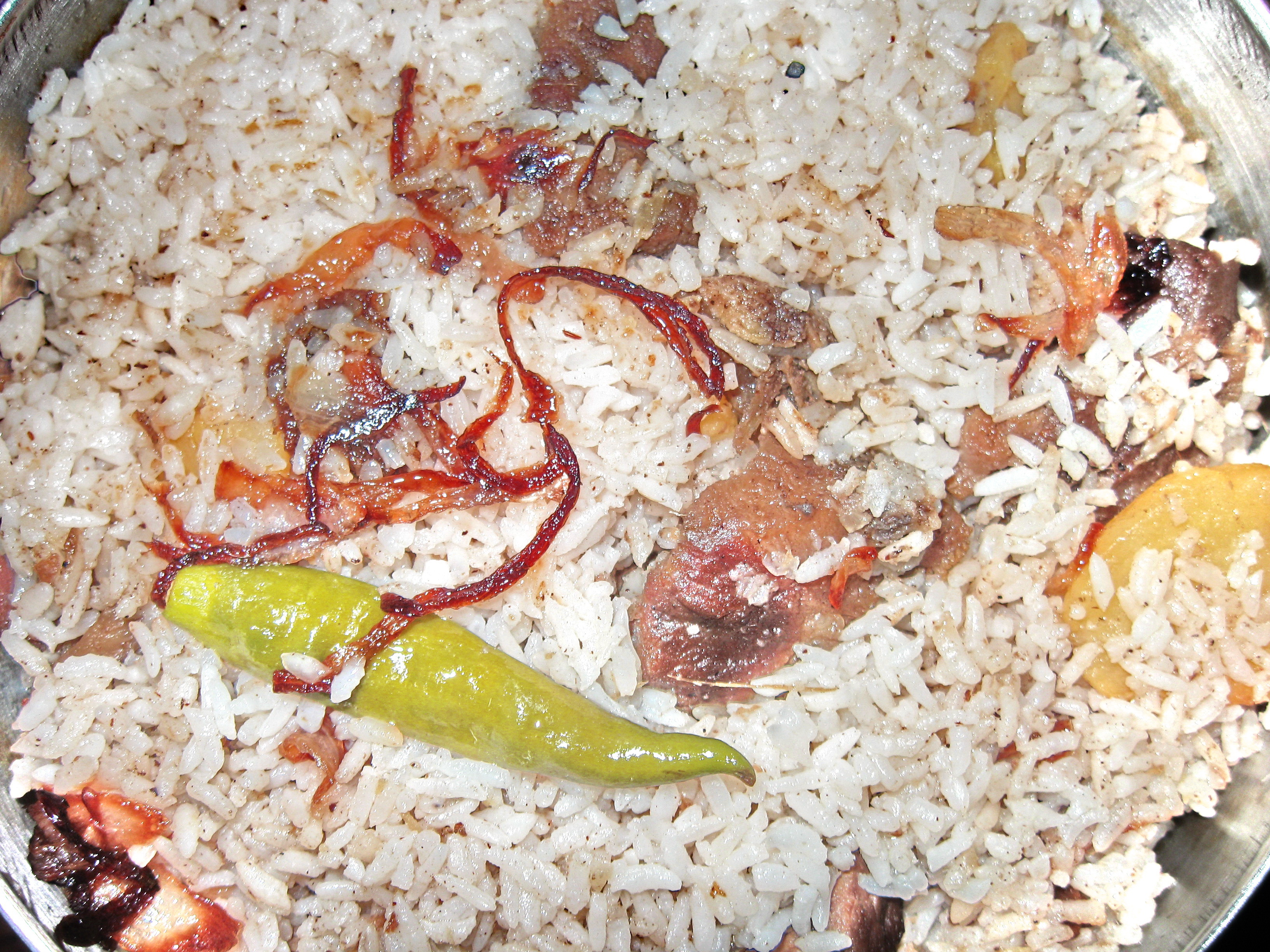
بريانى لحم على الطريقة المنزلية البنغلاديشية
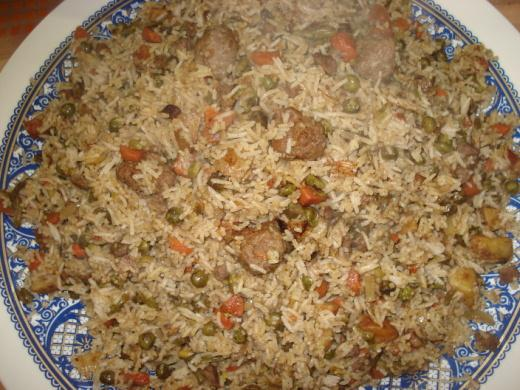
برياني على الطريقة العراقية القديمة
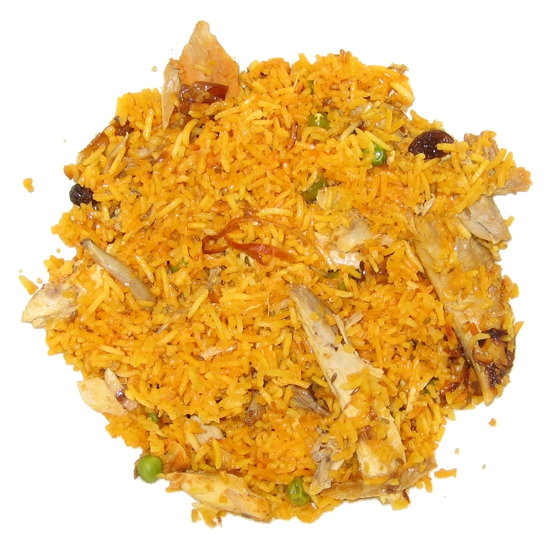
برياني مينمار
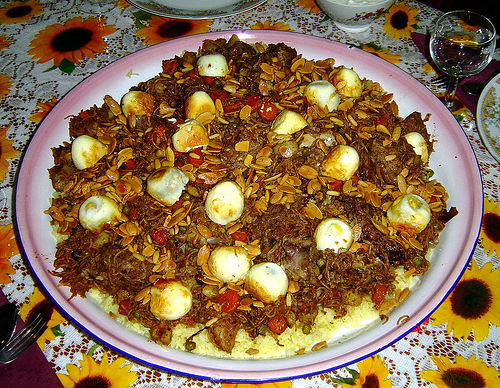
برياني بالطريقة العراقية
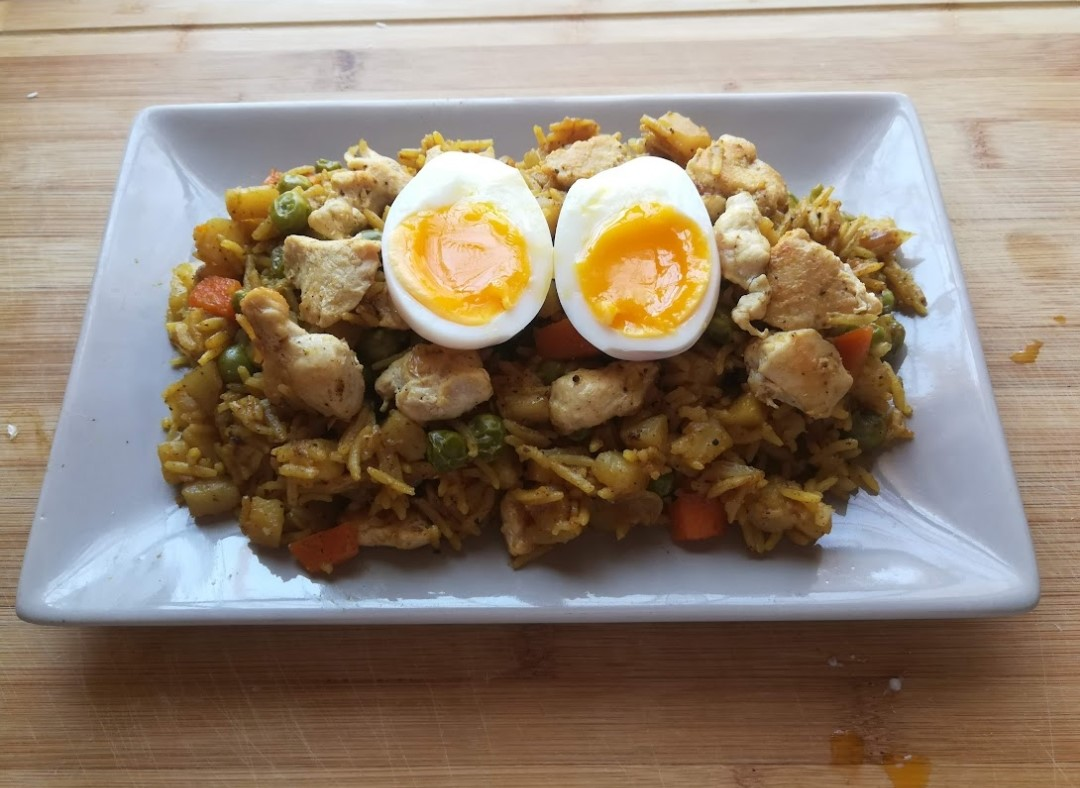
برياني دجاج عراقي